# 新庄剛志
新庄 剛志（しんじょう つよし、1972年1月28日 - ）は、長崎県対馬市生まれ、福岡県福岡市南区出身の元プロ野球選手（外野手・内野手、右投右打）、プロ野球監督。2022年シーズンより北海道日本ハムファイターズの監督を務めるほか、タレント・実業家・クリエイター（商品プロデューサー・画家・YouTuberなど）・地方競馬全国協会（NAR）の馬主でもある。
選手時代の2004年から2006年までSHINJO（シンジョウ）の登録名を使用したほか、監督就任後は2022年のみBIGBOSS（ビッグボス）を登録名としていた。
元妻はタレントの大河内志保。紺綬褒章受章（2007年）。

## 概要
プロ野球選手としてNPBで14年間プレーしたほか、MLBでも3年間プレーした元メジャーリーガーでもある。現役時代は意外性あふれる打撃と強肩を生かした守備で、規格外の人気を獲得。ゴールデングラブ賞を計10回獲得している。
阪神タイガース時代の1993年に記録した21歳8か月3日での先発4番出場は球団の歴代最年少記録である（2020年シーズン終了時点）。2001年に日本人野手初のメジャーリーガーとなり、2002年には日本人選手として初めてワールドシリーズ出場を果たした。北海道日本ハムファイターズ選手時代の登録名は「SHINJO」であり、表記法をイニシャル以外でのアルファベットとするのはNPB史上初であった。
愛称は「プリンス」「ツーさん」「ビッグボス」など（後述）。また、印象的なプレースタイルや言動、立ち居振る舞いから「記録より記憶に残る選手」とも称される。
2001年より2009年まで個人事務所・株式会社剛ゴーエンタープライズに所属し、所属期間の途中から事務所とアワーソングスクリエイティブが業務提携してのタレント活動等のマネジメントを受けた。2008年に株式会社レハサフを設立して、2013年の会社閉鎖まで経営した（後述）。タレント活動等のマネジメントを自社から受けていた期間を経て、以降のマネジメント契約先は、2012年はプラファー、2013年よりエージェントオフィスタクト、2018年よりZE MANAGEMENT。
2006年限りで現役から引退した後にインドネシア・バリ島へ移住した。2019年に再びプロ野球選手を目指すことを公表し、引退時には任意引退の手続きがとられていたため、同年11月27日付でNPBより自由契約選手として公示された。
2022年シーズンより北海道日本ハムファイターズの監督に就任。同シーズンのみ登録名を「BIGBOSS（読み方：ビッグボス）」として活動した。

## 経歴

### プロ入り前
福岡県福岡市南区で造園業を営む家庭の第2子（長男、姉1人）として、長崎県対馬市の母親の実家で誕生。体重は3680グラムあり、生後10か月で歩きだした。福岡市立長丘小学校時代に8回交通事故に遭うが、いずれも大怪我は負わなかった。しかし、福岡市立長丘中学校時代の授業中に左手人差し指を切断寸前の大怪我を負い、自身はこれがもし右手であったなら間違いなくプロへは進めなかったであろうと語っている。小学1・2年時には町内のサッカーチームへ所属。後にソフトボールを経て野球へのめりこむきっかけは、漫画・アニメ『キャプテン』との出会いでもあった。
新庄の父親は自身が果たせなかった夢から、息子には何が何でもプロ野球選手になって欲しかったという。足の速さと肩の強さは幼い頃から身につけており、6歳時には既に大人よりも遠くまで石を投げられるほどであった。やがて父親から野球を教わり始めた。小学時代（2年時より）の日課である自宅近くの坂道でのキャッチボールでは、新庄を坂上に立たせて父親が坂下から思い切り球を投げ、後ろにそらすと（その位置で待っていればボールは転がり戻ってくるが）「横着せずにボールが戻ってくる前に追いつけ」と言って坂上まで走らせていた。父親によると新庄は泣きながらも決して弱音を吐かなかったという。小学高学年時には家業を手伝い重い石碑等を持つ作業で体力をつけた。

#### 少年野球チーム結成
長丘小3年時より始めたソフトボールでは、6年時5月の町内対抗大会でのサヨナラ負けが決定するプレーの判定をした審判員に泣きながらひとり食ってかかり、なだめる監督にも誤審を訴え続けた。こんなにも負けず嫌いな子供は見たことがないと驚き、その様子を見るに見かねた監督が、そんなに悔しいのなら自分が監督を引き受けるから少年野球チーム（軟式の学童野球）を創ってその悔しさを晴らそうと持ちかけると、新庄は2日間でメンバーを集め、ユニフォームのデザインやチーム名命名も担当して「長丘ファイターズ」というチームが誕生した（1983年5月）。同チームへは後年に、さらに後にプロ入りする古本武尊、俳優の池松壮亮の二人が同学年として在籍した。キャプテンでエースで4番打者の新庄は目立ちたがり屋で、ノーステップでのジャンピングスローをよくやっていたという。同チームのコーチを買って出た新庄の父親はここでも手加減なしで、至近距離の猛ノックを浴びせ、新庄は泣きながらも最後までこれについていき、その様子は、監督が「子供がかわいそうなくらい厳しく見ていられない時もあった」と語ったほどである。同チームは結成後1か月余りで福岡県大会（出場64チーム）の第3位に入賞した。
長丘中学時代には軟式野球部に所属。当時の監督も新庄の小学時から走力・肩力が桁外れと評すなど実力を認めていたが、一度だけ試練を与えるため、2年時の全国中学校軟式野球大会ベンチ入りメンバーから外した。大会遠征から帰宅した新庄は自室に閉じこもり泣いていたというが、「監督は恩人」とプロ入り後に振り返っている。
1987年、高校は父親からの薦めもあり西日本短期大学附属高等学校へ一般生として入学し、硬式野球部員として寮生活を送った。同部では2学年先輩の後にプロ入りする石貫宏臣・柴原浩、2学年後輩の後に社会人野球選手からプロボクサーとなる荒木慶大とチームメイトになった。
3年時の1989年、1番・中堅手として挑んだ第71回全国高等学校野球選手権福岡大会の4回戦・筑紫丘戦（久留米市野球場）で、練習試合を含む高校時代初のサヨナラ安打を記録（8回コールドゲーム）。決勝の福岡大大濠戦（久留米）では、生涯初のサイクル安打を達成するも敗戦。高校時代に部の全国大会出場は叶わなかった。
同年のプロ野球ドラフト会議にて阪神タイガースから5位指名を受けた（外野手として）。この際の能力評価は横溝桂スカウトによると「打力：B、走力：A、肩力：特選A」であり、横溝のスカウト歴で高校生選手の肩に「特選A」をつけたのは新庄のみである。新庄がファンであった読売ジャイアンツ（以下：巨人）のスカウトからは「3位までには指名できる」と告げられていたこともあり、新庄父子ともに順位の低さを憂えて入団するかどうかを検討した後に入団することに決めた（指名を受けられなかった場合には、九州産業大学へ推薦入学することが決定していた）。なお新庄を担当した阪神のスカウトは渡辺省三であり、後述のエピソードを参照。契約金3700万円・年俸360万円（金額は推定）、背番号は「63」と決まった。

### 阪神時代
1年目の1990年は二軍で過ごし、腰痛の影響もあり出場36試合・打率.074（安打2）・本塁打および打点なし。守備は中堅手から、シーズン中に自らコンバートを志願して内野の遊撃手へ転向した。9月から11月にはフロリダ州レイクランドでの秋季教育リーグへ派遣された。
1991年も秋口まで二軍で過ごし、キャリアにおいて唯一となる二軍規定打席に到達して打率.246・本塁打9・打点39を記録した。そして一軍監督の中村勝広ら首脳陣により見いだされ、9月9日に初の一軍昇格。翌10日、東京ドームでの巨人戦で9回表の代打としてプロ初出場を果たし、香田勲男から初打席初安打初打点を記録した。16日、広島市民球場での広島東洋カープ戦で7番・遊撃手としてプロ初先発出場を果たした。

#### 亀新フィーバー
1992年より守備位置登録が内野手へ変更となった。3月に欧州で実施予定であったバルセロナオリンピック野球キューバ代表壮行試合の対戦チームメンバーに選出されるも、キューバ代表側の都合で遠征中止となった。シーズン開幕は二軍となり、40人枠（当時）からも外れるも、同枠の中に故障者が出た場合の特例として4月に嶋田章弘と入れ替わった。5月に一軍の主砲で三塁手のトーマス・オマリーが故障離脱したのを機に、急遽の三塁守備練習後に昇格し、26日の横浜大洋ホエールズ戦（阪神甲子園球場）で7番・三塁手としてこの年の初出場。第1打席で有働克也の初球を左翼席へプロ初本塁打してこれが決勝打となり、初のヒーローインタビューを受けた。この初本塁打をはじめとして、2日後の初代「ミスタータイガース」と称される藤村富美男が亡くなった日のナイターで決勝打を含むプロ初猛打賞を記録し、シーズン初出場から12試合連続安打、得点圏打率10割を保った期間もある活躍などにより、次代のミスタータイガースとなることを期待するマスコミの記事が出始めた。そして一軍に定着して「（虎の）プリンス」という愛称が浸透していった。この年の打順は主に5 - 7番。守備は遊撃手を経て、7月4日に一軍では初めて就いた中堅手に定着した（NPBでのキャリアにおいて、公式戦の外野守備は全て中堅となった）。7月17日のジュニアオールスターゲーム（東京ドーム）に遊撃手として出場した。9月16日、優勝争いが山場を迎えていた広島戦（甲子園）の両チーム無得点8回表二死満塁の守備で、山崎隆造の右中間へのライナーを中堅から走り込みダイビングキャッチしてピンチを防ぎ、そのまま0-0で迎えた9回裏の攻撃では大野豊からプロ初サヨナラ安打となる本塁打を放った（後述も参照）。試合後のヒーローインタビューでは「優勝です！」と宣言した。
前述のようにこの年、前年まで低迷していたチームは最終戦の1試合前まで優勝争いをした（最終順位は2位）。この躍進は、右中間守備コンビを組む亀山努らと共に活躍したことから亀山・新庄の頭文字をとり「亀新フィーバー」と称された。当時に入寮している球団寮・虎風荘（当時は甲子園球場に隣接）へ届く新庄宛のファンレターは1日につき段ボール1個分あったという。また寮や新庄の行く先々へ連日殺到する若い女性ファンを指して「新庄ギャル」と報道され、寮の前の混雑により球場からの帰寮もままならない状況となった際には、梅本正之寮長などが新庄をホテルへ一時的に住まわせるなどの対策を施した。シーズン打率.278・本塁打11を記録するも規定打席に僅かに及ばず、新人王を選定する記者投票でも同僚の久慈照嘉に5票及ばず、次点となった。11月の日米野球に初出場してロジャー・クレメンスとも対戦するも無安打に終わった。翌1993年の年俸は当年の520万円から2200万円に上がり、323%増の昇給率は当時の球団歴代最高であった（金額・昇給率は推定）。
1993年より背番号を「5」へ変更。春季キャンプより再び遊撃手へコンバートされるも、キャンプ中にコンバート中止となった（後述）。2月下旬のオープン戦でのヘッドスライディングの際に左肩を故障した影響でシーズン初出場は5月中旬となり、中堅手として2番と7番以降を除く打順で起用された。10月1日、甲子園での中日ドラゴンズ戦でプロ初の先発4番打者として出場。21歳8か月3日での先発4番は球団歴代最年少記録である（2020年終了時点）。この年に初めての規定打席へ到達。初のシーズン100安打も達成（高卒4年目までの達成はドラフト制以降の球団史上3人目）して打率.257、オマリーと並びチーム最多の23本塁打を記録し、ベストナイン初受賞。守備ではリーグ外野手最多13補殺（キャリア最多タイ）を記録しゴールデングラブ賞初受賞。
1994年より外野手登録へ戻った（そのままキャリアを終えた）。1番中堅で開幕して、その後打順は6番・7番・3番で起用された。自身の後援会「新庄会」発足記念の「新庄ナイター」となった5月13日のヤクルトスワローズ戦（甲子園）で、高津臣吾からプロ初となるサヨナラ満塁本塁打を記録した。7月のオールスターゲームにファン投票セ・リーグ最多得票で初選出され、第1戦（西武ライオンズ球場）にて代走として初出場し、球宴初盗塁を記録した。この年は石嶺和彦と並びチーム最多の17本塁打、同じくチーム最多の205塁打を記録。守備ではリーグ外野手最多289刺殺（キャリア最多）を記録しゴールデングラブ賞を受賞。
1995年は中村監督が途中休養となり藤田平代行となる中、主に6・7番中堅で起用され、当年のみチームに復帰した山内一弘打撃コーチの指導のもとで打撃フォーム改造を試みたが、山内の打撃理論を理解することが出来ず、逆に打撃成績は大きく低迷してしまった。
本塁打性打球が応援旗に当たり二塁打と判定
6月20日の横浜ベイスターズ戦（横浜スタジアム）にて、1点差を追う9回表の先頭打者として佐々木主浩から放った左翼フェンス最上部付近への大飛球が、観客により振られている応援旗（新庄の名前入り）に包まれた後にグラウンドへ落下。そして内野へと送球され、その間に新庄は三塁まで達した。この出来事に対し審判団は協議の末、公認野球規則3.16（妨害と同時にボールデッド。審判員は妨害がなければ競技はどのような状態となったかを判定するとの旨。）に従い、二塁打と判定した。妨害がなければ柵越えしていたかどうかは微妙であり、阪神側の抗議後に審判員からの場内説明がなされると、左翼席からグラウンドへ多量のメガホンやごみに加え、太鼓・ごみ箱なども投げ込まれ、侵入者もでる事態となり、出場選手は一旦ベンチへ引きあげた。中断後、試合はそのまま敗れた。この件について自身は2年後の取材では「一生懸命応援してくれているので仕方ないですよ」と語った。なお後の北海道日本ハムファイターズ時代2004年4月にも、自身の大飛球を東京ドーム右翼席最前列の観客により捕られた際に、同様の二塁打の判定がなされている（「幻の本塁打一覧」を参照）。
この年は右足関節捻挫・右膝打撲などで出場選手登録抹消を繰り返し規定打席に到達できず、この年から打率が4年連続して2割4分を切った。

#### 引退宣言騒動
1995年オフの11月19日、契約更改交渉後会見にて「野球に対するセンスがないって見切った」と突然の現役引退宣言を行った。予想される真の引退理由として報じられた当オフの出来事は、故障の治療に専念しようとしていた時に藤田平・新監督により四国黒潮リーグへ出場させられた件や、慕っている柏原純一打撃コーチの退団により球団への不信感を募らせて、横浜ベイスターズへのトレードを志願するも拒否された件などであった。新庄は引退宣言を撤回するよう川島廣守セ・リーグ会長や渡辺省三スカウト（後述を参照）などからも説得を受け、宣言後に父親の病気が悪化したことを母親より伝え聞き、最終的に父親を勇気づけるために現役続行を決断。21日に宣言を撤回して契約更改した後の会見にて「ユニフォームを着ている姿を見せるのがオヤジへの一番の薬だと思ったんです。自分の人生どうこうじゃなく、命にはかえられませんから」と説明して謝罪した。なお新庄は球団へ引退を申し入れるにあたり、地元福岡の後援会「福岡剛虎会」からの了解を得るなどの手続きを踏んでいた。また引退宣言の際の「センスがない」発言については、著書に「1995年シーズン中に足首の故障で二軍落ちしていた練習日に、故障状態の深刻さから自身で判断して開始時間に合わせグラウンドへではなくトレーナー室へ行った行動について、当時二軍監督であった藤田から頭ごなしに遅刻であると咎められた際に正座の罰を受けた件をきっかけに、藤田とは野球観が合わないと考えるようになっていった。しかしどうせ辞めるのなら人のせいにはしたくないとの考えから、発表する理由を『センスがない』にすれば打撃成績も悪かったのである程度は納得してもらえると思った」との旨を記している（「藤田平#現役引退後」も参照）。この騒動の頃より、プロ1年目のアメリカ・教育リーグでの経験をきっかけに抱きだしたMLBへの移籍志望が強くなった（志望の旨は騒動以前に球団へ伝達済み）。引退を宣言した他の理由として、後年の取材では「引退して野茂（英雄）さんのように大リーグに挑戦したい気持ちもあった」と告白している。なお翌1996年の年俸はプロ入り以来初の減額となった。
1996年は開幕より5月下旬まで1番中堅で、その後打順は9月上旬までは主に6・7番、そして藤田監督が途中休養に入り、柴田猛代行から4番で起用された。4月の中旬に自身初の4試合連続本塁打を、29日からの横浜3連戦1・3戦目の2試合で初回先頭打者本塁打（1戦目が自身初の先頭打者弾）を記録した。10月9日のシーズン最終戦（対中日・甲子園）1回裏には、4番の自身と9番（代打）の塩谷和彦が満塁本塁打を共に金森隆浩から放ち、チーム1イニング2満塁本塁打というNPB史上初の記録を残した。シーズン打率.238・本塁打19。共にキャリア最高となる四球55・出塁率.335を記録した。ゴールデングラブ賞受賞。オフに派遣され所属したハワイ・ウィンターリーグのヒロ・スターズには、後に日本ハムで再会するトレイ・ヒルマンが監督として、ニューヨーク・メッツ（2001年）で再び同僚となるベニー・アグバヤニが選手として在籍していた。新庄はこの1996年に横浜移籍を志願しており、水面下で畠山準とのトレードの交渉が進められていたが藤田平監督の途中解任を受けて話が流れている。
1997年は吉田義男新監督のもと5月下旬まで3番中堅で、その後打順は1番・7番・6番・5番で起用された。
応援ボイコット
7月のオールスターゲームにファン投票外野手部門第2位で選出され、シーズン打率2割1分台の状態で出場するが、第1戦（大阪ドーム）で自身の打席ごとのセ・リーグ応援団による応援ボイコットと一部の観客による「新庄帰れ」コールが起こった。自主的に応援する者もいたが、ペットボトル・メガホンがグラウンドへ投げ入れられたことによる試合中断もあり、スタンドのある横断幕には「新庄剛志 そんな成績で出場するな 恥を知れ」と書かれていた。この件について自身は後年の現役引退会見にて「あの時のショックな気持ちは未だに忘れない。（自身は引退するが）選手は一生懸命プレーしているので、例え不調であっても応援して欲しい。」という旨を訴えた。また当試合後のエピソードも参照。
この年は公式戦でも自身のみへの応援ボイコットを受け、クリーンナップを組んだ桧山進次郎と共に三振を量産した（キャリア最多120三振）。キャリア唯一となるシーズン全試合出場を果たし、本塁打は20本記録して4年ぶりの20本台にのせた。守備ではリーグ外野手最多13補殺（キャリア最多タイ）を記録しゴールデングラブ賞受賞。オフにTBS『スポーツマンNo.1決定戦 第4回プロスポーツマン大会』へ出場し、MONSTER BOX（巨大跳び箱）に挑んだ際に跳び箱で左膝を強打負傷。残りの競技をリタイアし、その後のゴールデングラブ賞授賞式では立っているのも辛い状態となった。
1998年は6番中堅で開幕して、その後打順は7・8番など主に下位で起用された。この年はオープン戦のセ・リーグ・スター大賞を受賞するもシーズンでは極度の打撃不振に陥り、通算100本塁打まで残り3本としての開幕であったが、シーズン1号および記念本塁打達成は7月となった。10月8日に甲子園で横浜がリーグ優勝を決めた試合では、最終回二死から佐々木主浩の前に空振り三振に倒れ、最後の打者となった。シーズン打率.222（リーグ規定打席到達者最低）・本塁打6・打点27と、それぞれ規定打席到達年度ではキャリア最低となった。守備ではリーグ外野手最多タイ12補殺を記録しゴールデングラブ賞受賞。翌1999年の年俸はプロ入り以来2度目の減額となった。
投手挑戦
秋季キャンプから野村克也新監督の発案により、外野手との兼務（二刀流）を目指して投手としての練習を開始した。翌1999年オープン戦の2試合に登板するも左膝を痛めたため、投手挑戦を断念した。
1999年は前述の故障によりシーズン初出場が4月中旬となり、左太股痛も抱えながらシーズンを送った。1990年代後半から現役引退まで、ほぼ常に脚・腰・右腹直筋などの中のどこかに故障を抱えることとなった。3番中堅で多く起用されるが、打順は4番・6番・8番など特に変動が激しい年となった。5月27日、首位攻防の中日戦（富山市民球場アルペンスタジアム）にて、三重殺（無死一二塁から三塁ゴロ）をとられたり、守備では満塁からの中前安打を後逸し3失点となる失策を犯した後、7点を追う攻撃でチーム初得点となる2点本塁打を放つなど二度得点に絡み、さらに6-7と1点差まで追い上げた最終回の攻撃では宣銅烈から9球粘り中前安打して一打同点の場面をつくった。結果チームは敗れ「僕のせいで負けた」と語り、良くも悪くも目立ったこの試合は、数週間後に敬遠球をサヨナラ安打した試合（後述）と共に「新庄デー」などと報じられ、当時の新庄の代表的エピソードとして取り上げられた。

#### 敬遠球をサヨナラ安打
1999年6月12日、巨人との首位攻防戦（甲子園）12回裏同点一死一・三塁の場面（投手：槙原寛己、捕手：光山英和）で敬遠球を打ちサヨナラ安打を記録。初球の外角への外し方がやや甘い投球を見逃し、自身は「これくらいの球（外し方）なら打てる」と感じ2球目の同様の投球を打ち、三遊間を抜いて左翼前へ転がした。外し方の甘い投球が来るように、初球の前よりバッターボックス内の三塁側の白線付近で構えておき、遊撃手が二塁ベース寄りに守っていて大きく空いた三遊間を狙ったという。巨人側から「打つ際に踏み込んだ左足がバッターボックスからはみ出しており反則打球ではないか」という抗議があったが、球審の田中俊幸は「バッターボックスの白線に左足のかかとは残っていた（はみ出した足が白線を踏んでいれば反則打球にはならない）」とこれを退けた。自身は実行3日前の広島戦で敬遠された際にバットを出せば届くのではないかと感じ、予め柏原純一打撃コーチ（現役時代に敬遠球を打ち本塁打にした経験がある）、尻無浜啓造打撃投手と大きく外された投球を打つ練習を行っていた。また野村監督とも柏原を通し状況により実行許可のサインをもらえるよう打合せていて、実行直前にサインが出されていた。なお巨人側のこの敬遠策は走者三塁となったための満塁策であるが、前イニング同点の場面での阪神の攻撃においても先頭・新庄の三塁打が出たため満塁策がとられ、後続は三者凡退するという経緯があった。新庄のこのプレーは引退後の2015年に行われた阪神球団創設80周年特別企画でのファンに対するインターネットアンケート「思い出のシーン ベスト10」にて第6位に選出された。この試合では他にも、リードされた直後の8回の攻撃で同点ソロ本塁打を放つなど、6打数4安打2打点を記録。12回の守備では、前回の攻撃での代打起用で内野手が足りなくなった事情でプロ初の二塁に就いた（清原和博のセカンドゴロを処理する守備機会もあり）。ヒーローインタビューでは、最後の質問に対して「明日も勝つ!」と宣言し、そのままお立ち台を離れ自らインタビューを締めた。しかし翌13日の同対戦でチームは敗戦。自身も前夜から一転して上原浩治から3打席連続三振を喫するなど5打数無安打に終わった。自身は前夜の取材では、敬遠球を打つのは一度きりと宣言していたが、この日の試合前にも大きく外された投球を打つ練習を行っていた。以降しばらくの間、新庄を敬遠する際には相手捕手が投手に対して投球前ごとに大きく外すようジェスチャーを送る姿が見られた。
7月のオールスターゲーム第2戦（甲子園）で黒木知宏から記録した自身球宴初安打が、全セ・リーグ通算1000本目の安打となった。第3戦・2リーグ制発足50周年記念試合（倉敷マスカットスタジアム）では岩本勉から球宴初本塁打を放つなど全セの全2打点を記録して、初のMVPを獲得した（「新庄劇場#阪神時代」も参照）。9月10日の巨人戦（甲子園）で決勝本塁打を放ち、再びお立ち台で「明日も勝つ！」と宣言するも、今度は翌日から12連敗（球団歴代最長タイ〈2016年終了時点〉）を喫した。この年はチームに復帰した恩師である柏原打撃コーチの指導のもとで、打撃成績は前年の低迷からは持ち直し、5年ぶりの打率2割5分台に復帰して14本塁打。5月には月間MVPを初受賞。この年の投手4冠を達成した巨人の新人・上原浩治との対戦では打率.381（21打数）・3本塁打を記録し、低めへの速球を難しい体勢で打った本塁打や前述の連続三振などにマスコミも注目した。併殺打を5月後半まで記録せずシーズン初は珍しい三重殺（前述）であったが、シーズン総数は21と終わってみれば両リーグ最多でキャリア最多を記録した。ゴールデングラブ賞受賞。翌2000年の年俸は阪神時代最高の推定7800万円となった。オフに左膝の遊離軟骨除去手術を受けた。
2000年は手術の影響で春季キャンプは別メニュースタートになるもキャリア唯一となる開幕戦4番で先発出場した。シーズン序盤に故障離脱もするが4番中堅でほぼ固定起用された。6月17日に自身の公式サイト「CLUB SHINJO」（旧サイト）を開設した。7月20日に甲子園で行われた巨人戦で通算1000試合出場を達成した。26日には生まれ故郷長崎県の長崎ビッグNスタジアムでのオールスターゲーム第3戦で森慎二から左翼場外への本塁打を放っている。9月30日の広島戦で9回裏に紀藤真琴から右翼席へサヨナラ本塁打を放った（これが阪神選手としての最後の本塁打。加えて日本シリーズも含めNPBで記録された20世紀最後のサヨナラ本塁打である）。この年は6月に自身2度目の4試合連続本塁打を、9月には16試合連続安打を記録した。勝利打点はチーム最多で自己新となる13回を記録するが僅か1回の差で最多勝利打点のタイトル（特別賞）を逃した。終わってみれば打率.278 142安打 23二塁打 28本塁打 85打点（本塁打・打点はキャリア最多。本塁打は「先制・同点・勝ち越し・逆転」の殊勲本塁打が20本）15盗塁でチーム六冠王に輝き、猛打賞10回を含む（三塁打以外の）打撃成績全てがこの年のチーム最多記録だった。ベストナイン・ゴールデングラブ賞受賞。シーズンオフの11月に開催された日米野球に出場して打率.409（22打数）を残した。

#### MLBへの移籍表明
2000年8月に取得した初めてのフリーエージェント (FA) 権を11月9日に行使してFA宣言。横浜およびヤクルトとの交渉が報道された。シーズン中より残留交渉を重ねてきた阪神が当年の好成績の評価と、人気選手を引き止めようとして提示した条件は、他球団より好条件となる5年契約総額12億円（金額は推定）であった。
しかし新庄の決断は交渉をしていた阪神の球団関係者も予想できなかったところである、かねてより移籍志望を抱いていたMLBのニューヨーク・メッツへの移籍となった。契約内容は、契約金30万ドル（日本円換算で当時約3300万円）・年俸20万ドル（同2200万円、当時のメジャー選手最低保障額）プラス出来高払い50万ドル（同5500万円）の3年契約であった。シーズン中にはメッツの大慈彌功スカウトやオマー・ミナヤGM補佐も試合を視察していたが、移籍交渉の事実はメッツ側の意向で公表されていなかった。シアトル・マリナーズへ移籍したイチロー外野手と共に日本人野手（投手以外）として初めてMLBの球団へ在籍することとなった。12月11日の契約締結後の移籍発表会見では「やっと自分に合った野球環境が見つかりました。その球団とは、ニューヨーク・メッツです。」と発言した。背番号は阪神時代と同じ「5」に決まった。
12月27日、タレントの大河内志保と入籍。同年24日には結婚式を挙げた。彼女との交際は始まった1993年当時から認めていたが、入籍に際しそれまで約8年の間同棲していたことを公表した。夫人は芸能活動を2005年まで休止した。

### メッツ時代

#### “SHINJO”
※以降のアメリカ合衆国およびカナダでの出来事の日付は現地時間。
MLB1年目は自身の意向で単身渡米し、2年目より夫人も居を移した。代理人をMLBでの3年間、マイク・ニコテラおよびその同僚のジーン・カザレッジョが務めた。通訳を2001年は球団職員・岩本賢一が、2002年より球団職員・小島克典（2003年は新庄と共に移籍）が務めた。また2001年より現役引退まで数人のトレーナーと専属契約を結んでいた。
2001年のスプリングトレーニングでの新庄を取材する日本人メディアの多さや新庄の話題性の高さについて、ニューヨーク・タイムズが「ジェームズ・ディーンがきた」と表現して報じた。オープン戦での成績に対し球団よりジョン・J・マーフィー賞を受賞して開幕メジャー入り（MLBでの3年間は毎年開幕メジャー入り）。シーズン序盤は途中出場も目立つが実績に伴ってレギュラーとなっていき、打順は7番・6番・1番・3番・4番など様々となった。MLBでの守備は外野の全てへ毎年つくが、この年のみ中堅メインではなく両翼へも万遍なくついた。4月3日の開幕戦（対アトランタ・ブレーブス、ターナー・フィールド）8回表の代走としてMLB初出場。一塁走者としては珍しい外野への飛球の時のタッグアップで二塁へ進塁し（右中間のウォーニングトラック手前への飛球をアンドリュー・ジョーンズ中堅手が捕球後）、10回表の初打席ではケリー・ライテンバーグから初安打を記録した。5日の同対戦で7番・右翼手として初先発出場。9日の本拠地開幕ブレーブス戦（シェイ・スタジアム）でジェイソン・マーキーから初本塁打を放ち、チームメイトが整列しての日本式の出迎えを受けた。この初本塁打を機に、メディアが新庄の姓を捩った造語である「SHINJOY（シンジョイ）」を使い始め、以降これは愛称として浸透していった。27日にアジア人初の死球での出塁を記録した。5月24日のフロリダ・マーリンズ戦の大差リード中 (11-3) の打席でカウント3ボール-0ストライクから打ちに出た行為が不文律に反するとされ、翌日の同対戦で足に死球を受けた。MLB1年目には他にも、日本では日常的に行っていた、本塁打となると自身が確信する打球を放った直後にバットを高々と放り投げる行為（後述）や、その後ホームイン時に手で触塁する行為（後述）が相手チームから挑発的と解釈されたり、打席で投球前にバットを高く突き上げる際に捕手が出すサインを覗いているのではないかという疑惑（後述）をかけられたりもした。
左太股の故障をおしての出場を続ける中、6月17日のニューヨーク・ヤンキース戦（シェイ・スタジアム）2点を追い掛ける8回裏一死一・三塁の攻撃で二塁ゴロを放ち、全力疾走して一塁へ足から滑り込んで併殺は阻止した（打点1）。その後に次打者マイク・ピアッツァの逆転決勝2点本塁打が出て、この試合はサブウェイシリーズ屈指の名試合と称され、新庄の故障をおしての走塁は「カミカゼ・スプリント」と称されて報じられた。しかし代走を送られこの走塁が最後のプレーとなり、20日より左太股裏（大腿四頭筋）肉離れで15日間の故障者リスト（期間は延長できる制度）に入った。その後A-級・ブルックリン・サイクロンズでの調整出場2試合を経て7月16日より復帰した。22日、フィラデルフィア・フィリーズ戦（ベテランズ・スタジアム）6回裏一死一塁の中堅守備で、直射日光を受ける中、トラビス・リーのバックスクリーン方向への大飛球を背走して追い続けた末にフェンス手前で振り向くことなくポケットキャッチ（背面キャッチ）。このプレーは、ウィリー・メイズの「ザ・キャッチ」を彷彿とさせると報じられた。ボビー・バレンタイン監督などからクラッチヒッターとの評価を受け打順3番で起用されることが多くなり、9月11日に起きたアメリカ同時多発テロ事件がニューヨーク市に影を落とす中、チームのプレーオフ進出争いに終盤は4番打者としても貢献した。
この年は外野3ポジションそれぞれで補殺を記録して総数は12（リーグ外野手5位、両リーグ新人外野手最多、球団新人外野手歴代最多〈当時〉）。打撃では故障離脱の影響もあり規定打席には未到達（MLBでの3年間は毎年が未到達）ながら、満塁時に打率.583（12打数7安打）・打点17を記録し、勝利打点11はピアッツァと並びチーム最多。Topps ルーキーオールスターチームなどを受賞した。翌2002年の年俸は135万ドルとなり、日本円換算で当時約1億3500万円と自身初めて1億円を超えた。プライベートでは日本メガネベストドレッサー賞とベストドレッサー賞を受賞。

### ジャイアンツ時代

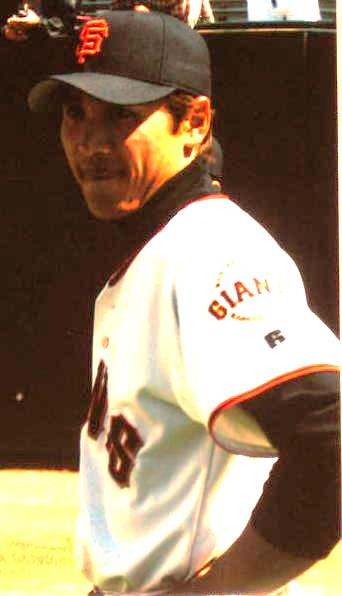
ジャイアンツ時代（2002年）

2001年12月16日、デシー・レラフォード内野手と共に、ショーン・エステス投手との2対1トレードでサンフランシスコ・ジャイアンツへ移籍した。背番号は引き続き「5」。
2002年は球団が獲得に際し想定していた通り、監督のダスティ・ベイカーより1番中堅で起用され開幕。1番打者ということで基本的に早いカウントでは打つなとの指示を受け、4月下旬に打撃不振で打順降格してから7月下旬の離脱（後述）までは7番など主に下位に入った。5月11日、モントリオール・エクスポズ戦（オリンピック・スタジアム）1点リード8回裏一死一塁の守備で、フェルナンド・タティスの右翼（定位置付近の後方）フェンス直撃打球のクッションボール処理に右翼手がもたつく間に、中堅から駆け付けて すぐさま本塁まで約90メートルをワンバウンド送球して走者・トロイ・オレアリーを補殺した。このプレーに興奮した一部の観客がグラウンドに乱入した。試合はそのまま勝利し「新庄の肩が試合をセーブした」などと報じられ、相手監督のフランク・ロビンソンもこのプレーを賞賛した。7月、オールスターゲーム・ファン投票で100万票以上を得てナ・リーグ外野手部門第4位となった。25日の出場を最後に右太股（ハムストリング）を痛め15日間の故障者リストに入った。その後AAA級・フレズノ・グリズリーズでの調整出場2試合を経て8月13日に復帰出場するが、離脱中にケニー・ロフトン外野手がトレードで加入しており中堅手レギュラーの座を失った。復帰後の先発出場は激減し、この年は打撃のほとんどの部門において前年より成績を下げた。守備ではリーグ外野手および中堅手のレンジファクター (RF/9) 1位を記録。シーズン最終戦の1試合前に決めたチームのワイルドカード獲得に貢献して、自身NPB/MLB通じて初のポストシーズン出場（チャンピオンシップシリーズ）およびリーグ優勝を果たした。
日本人選手初のワールドシリーズ出場
10月19日、対アナハイム・エンゼルス第1戦（エディソン・インターナショナル・フィールド・オブ・アナハイム）にて9番・指名打者で、日本人選手として初めてワールドシリーズに出場。指名打者起用について監督のベイカーは「守備面を考えれば新庄を中堅守備に就かせたいが、（当時は相手先発が左投手時限定の先発起用方針で、かつ第3戦 - 5戦は指名打者制ではなく）シリーズを通して先発出場するロフトン中堅手のリズムを崩せないため」と説明した。第2打席にジャロッド・ウォッシュバーンからシリーズ日本人選手初安打となる中前安打を放ち、この時使用したバットは「TSU No.5」と自筆サイン入りでアメリカ野球殿堂博物館に展示されている。27日、両チーム3勝で迎えた最終第7戦（アナハイム）の3点を追い掛ける9回表最後の攻撃、本塁打が出れば同点の場面で代打出場するが、トロイ・パーシバルの前に空振り三振に倒れた。チームはそのまま敗れシリーズ制覇を逃し、選手らはナ・リーグのチャンピオンリングを翌年に受け取った。当ポストシーズンでの個人打撃成績は出場4試合・8打席で安打は前述の1本であった。
オフ、球団は翌2003年の契約オプションを行使せず、11月15日にノンテンダーFAとなった。

### メッツ復帰
2003年1月11日に古巣のニューヨーク・メッツと年俸60万ドル（日本円換算で当時約6000万円）で契約した。背番号は引き続き「5」。ジャイアンツ退団後にMLB/NPBの数球団より届いた契約オファーの中から在籍経験を活かせるよう古巣であり、また好きな都市の球団であるメッツを選んだという。
オープン戦で50打席以上のナ・リーグ選手としての最高打率.426を残すも、シーズンでは最終的に現役引退の理由ともなった左内太股故障の影響もあり、主に相手先発が左投手時の先発中堅手としての起用で出場試合は減少した。5月8日、シェイ・スタジアムでのロサンゼルス・ドジャース戦でNPB/MLB通算100補殺（外野守備機会）を達成。23日のターナー・フィールドでのブレーブス戦では外野手としてキャリア唯一となる、勝利を決める最後のアウトの補殺を記録（中堅からの本塁直接送球で同点の走者を刺した）。打撃成績は5月にこれまでの自身ワーストとなる24打席連続無安打を記録するなど次第に低迷していき、6月28日のヤンキース戦デイナイトダブルヘッダー第1試合（ヤンキー・スタジアム）終了後に、MLB3年目にして故障明け調整出場以外では初めてマイナー落ちした（最終出場は前日27日の同球場での同対戦）。その頃「あのような成績でメジャーにいるのは恥ずかしかった」と語った。この年はスプリングトレーニングで必死に頑張る若い選手を見て「自分の代わりに彼らに（オープン戦で）チャンスを与えて欲しい」と首脳陣に提言したところ、消極的な選手であると受け取られたほか、バレンタインの後任としてこの年より監督に就任したアート・ハウ監督との確執が報じられた。7月17日にロースター40人枠から外れDFAとなり、後日にメッツとマイナー契約を締結。AAA級・ノーフォーク・タイズ（背番号23）でシーズンを終え、打率.324（111打数）・本塁打3・打点9を記録。マイナー生活では様々なメジャーとの条件格差を体験するが、昇格を夢見て頑張る若い選手との交流などもあり、これまでの野球人生で一番に学べ、楽しい時代であったと語っている。オフにノンテンダーFAとなり、MLB/NPBの数球団より契約オファーを受けた。なお自身は渡米する2001年シーズン前には、MLB移籍は3年間と示唆していた。

### 日本ハム時代

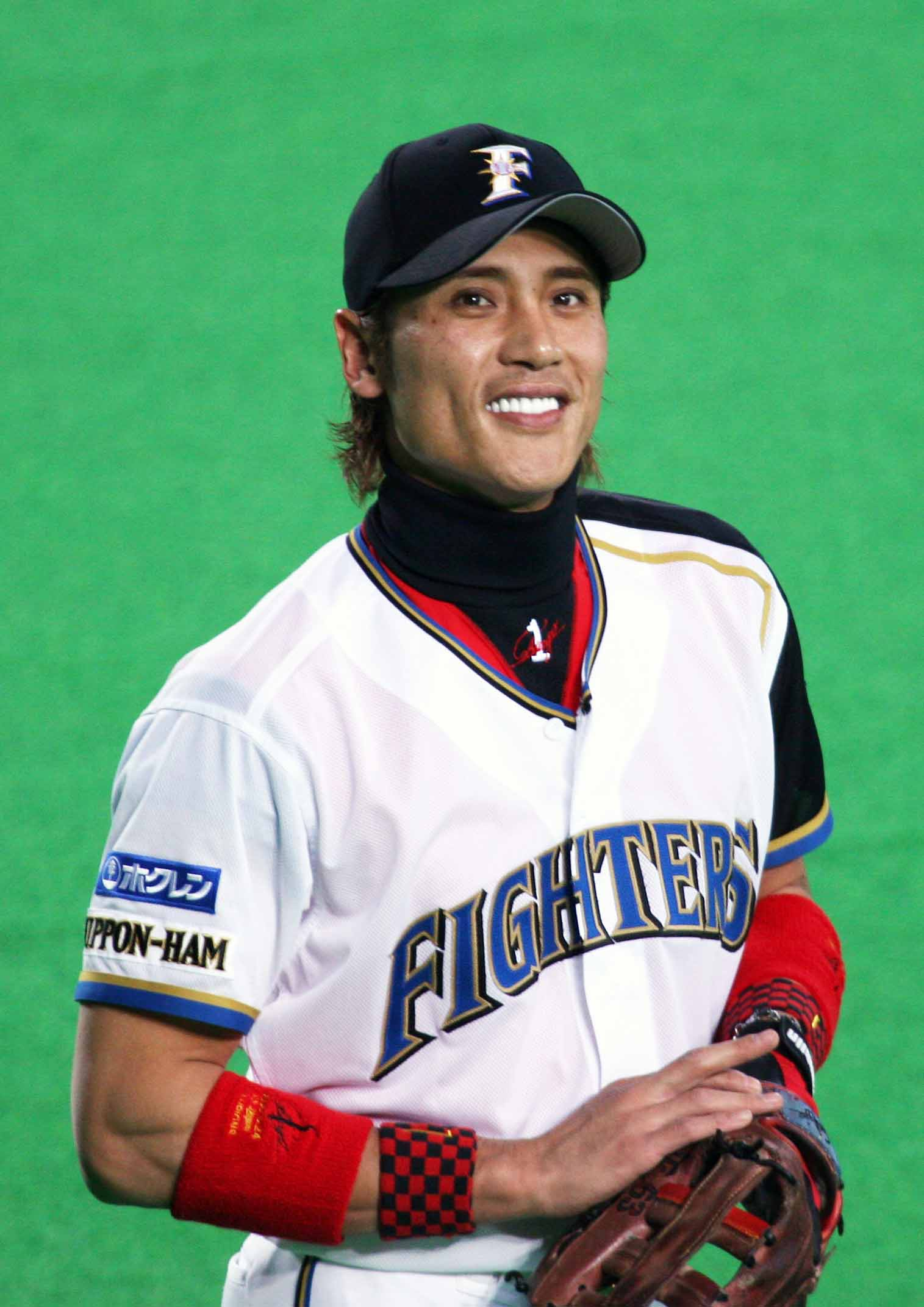
日本ハム選手時代
（2006年10月24日 札幌ドーム）

移籍先はNPBの翌シーズンより北海道へ移転する北海道日本ハムファイターズに決まり、契約金4000万円・年俸8000万円プラス出来高払い5000万円の2年契約（金額は推定、補殺数の出来高払いもあり）を結んだ。最初にオファーを受けた球団に行くと決めており、それが日本ハムであったという。他にオファーを受けたNPBの球団は千葉ロッテマリーンズであった。また非公式ながら本当に最初に獲得を打診してきた球団は読売ジャイアンツであるという（引退後に告白）。古巣の阪神は外野手層が厚くなった事情からオファーを出さなかった。入団発表予定の前日となる11月19日、映画『バッドボーイズ2バッド』の日本公開特別試写会にて、非公式に入団を発表した。翌20日の仮契約の席にてサインする様子が新庄の希望で後にテレビ放送された。仮契約後の入団公式発表会見では、北海道などのファンが自身の入団を求める署名を紹介した。12月3日に新本拠地・札幌ドームで行われた入団発表（正式契約後）の会見は、当初非公開の予定が約2000人のファンが来場したため、急遽グラウンドにて一般公開された。会見では「札幌ドームを満員にする」「チームを日本一にする」と目標を掲げた。登録名は「SHINJO」、背番号は「1」と決まり、自身の専属広報に荒井修光が就任した（現役引退まで在任）。また日本ハム時代の専属トレーナーは自身運営の鍼灸院スタッフが務めた。
入団初年度よりファンサービスの一環として、本塁打時の談話にて独特の打法命名（一覧〈外部リンク〉）を始めたほか、翌年にかけて試合前シートノックにて かぶりもの（仮面）を着用するというパフォーマンスを5度行い、該当試合でチームは3勝1敗1引き分けの成績を残した。
2004年は開幕から7月まで主に2番中堅で、8月早々に打順を坪井智哉と交代した後はプレーオフまでビッグバン打線の1番で起用された。3月28日、開幕2戦目となる大阪ドームでの大阪近鉄バファローズ戦で吉田豊彦から、北海道日本ハムとしての球団第1号本塁打を記録。5月30日、函館オーシャンスタジアムでの西武ライオンズ戦で張誌家からNPB通算1000安打を達成。
球宴予告MVPを本盗で決めて……「これからは、パ・リーグです」
2004年の前半戦最終試合（札幌ドーム）で受けた入団後初のヒーローインタビューと後日の取材にて、オールスターゲーム出場について触れ「MVPは僕のものです」と宣言した。7月11日、第2戦（長野オリンピックスタジアム）3回裏二死三塁の場面（バッテリー：元同僚の福原忍・矢野輝弘、打者：同僚の小笠原道大）で、三塁走者の新庄は捕手が投手に返球した瞬間にスタートを切り本塁にヘッドスライディング。投手からすぐさま送球されたがクロスプレーでセーフとなり、球宴史上初となる単独本盗を記録した。ヘルメットが脱げていた新庄は腹ばいのまま、両手両足で地面を叩き続けて喜びを表した。このプレー直前に新庄は三塁塁上から、三塁ベースコーチを務めていた松中信彦や三塁側の対戦相手である全セ・リーグのベンチの古田敦也・山本昌などに対して本盗敢行についての相談を行い、古田・山本は新庄に対して敢行をあおるジェスチャーを送っていた。この試合では二塁打2本を記録して、球宴通算打率を.382とし、当年開催終了時点30打席以上の選手として歴代5位となった。また本盗での決勝点と合わせ全パ・リーグの全2得点も記録して、先の宣言通りにMVPを獲得した。ヒーローインタビューでは、この年起こったプロ野球再編問題を受け「これからは、パ・リーグです」と宣言した。
走者追い越しでサヨナラ「フェンス越え」安打
2004年プロ野球再編問題から発展した日本初のプロ野球ストライキ明けの初戦となる、9月20日の福岡ダイエーホークス戦（札幌ドーム）試合前に「一昨日、昨日と試合できなくてゴメンJoy」と称し、森本稀哲・島田一輝・石本努・坪井智哉との同僚外野手5名で『秘密戦隊ゴレンジャー』のかぶりものパフォーマンスを実施した（他人と合同では初実施）。プレーオフ進出争いを繰り広げる中での試合では、4-8で迎えた4回裏に新垣渚から左翼へソロ本塁打を放った。さらに9回裏にはチームが9-12から12-12の同点として なおも二死満塁の場面で、三瀬幸司から4回の本塁打時と同じく左翼フェンス奥の三角形の空間へ打球を運んだ。この場面で一塁走者の田中幸雄は歓喜のあまりに新庄を二塁の手前で迎え、二人は抱き合ってその場で一回転。この動作により新庄は前位の走者を追い越したことになりアウト（後述）となった。しかし安全進塁権のある三塁走者が本塁へ到達したのでサヨナラゲーム（勝利）は成立した（安全進塁権下において、二死からの追い越し行為による第3アウト〈後述〉の場合は、先行走者の進塁権は確保されるが、本件は記録上本塁打とはならないため、決勝点の得点時において試合終了となる。したがって三塁走者の得点をもってサヨナラゲームとなりスコアは13x-12）。「新庄はアウトとなった」「第3アウト」と前述したが、追い越し行為よりもサヨナラゲームが優先・成立しているため、記録の上でこの回の攻撃における第3アウトは記録されていない（この回の開始から登板した三瀬の投球回は2/3回。新庄の打席には通常はアウトとなった場合に記録される刺殺ではなく、一・二塁走者と同じく残塁が記録された。）。なお新庄の打撃記録は、追い越しによりサヨナラ本塁打ではなくなったので、公認野球規則9.06(f)「打者には勝ち越し点をあげた走者がその安打で進んだ塁と同じ数だけの塁打しか記録されない」に基づきシングルヒット（単打）となった。サヨナラ本塁打の取り消しは史上3例目であるが、取り消された結果でもサヨナラ勝ちのままとなるのは初めてである（「幻の本塁打一覧」を参照）。またサヨナラ打による得点が満塁本塁打の場合の4ではなく1となったことにより、この試合のチームの総得点となった13得点というのは、サヨナラゲームにおけるチーム総得点のリーグ歴代最多タイ記録である（2016年5月14日時点）。また仮に満塁本塁打が成立していたとすれば、個人通算サヨナラ満塁本塁打のNPB歴代最多タイ記録達成（当時2本）となるところであった。新庄はアウトとなっているがダイヤモンドを一周し、本塁付近でチームメイトから手荒い祝福を受けた。この後、新庄の満塁本塁打が消えたことに対し責任を感じた田中より謝罪を受け、新庄は「いいんです。勝ったんだから」と笑顔で返した。ヒーローインタビューでは「今日のヒーローは僕じゃありません、みんなです！」と発言。さらに「明日も勝つ！」と宣言して、阪神時代の2試合ではお立ち台でその言葉を発すると翌日にチームは負けておりジンクスとして報道されていたが、翌日も勝利した。
この年は猛打賞12回（チームは該当試合で11勝）・打率.298（リーグ16位）とそれぞれキャリア最高を記録。7月から9月はいずれも月間打率3割以上を残し、7月には下旬に『スパイダーマン』のかぶりものパフォーマンスを行った試合から5試合連続複数安打を記録。8月には中旬から7試合連続複数安打とリーグ月間最多二・三塁打（11本）を記録。9月には全16試合中15試合で安打し、前述したストライキ明けの試合から3試合連続本塁打するなど、それぞれリーグ月間最多の本塁打7・打点20・得点15を記録して月間MVPを受賞。守備でもリーグ外野手最多272刺殺を記録するなど、球団移転初年度でのプレーオフ進出に貢献。プレーオフ第1ステージにて自身NPBポストシーズン初出場を果たした。11月の日米野球にファン投票選出されるも、シーズン終盤から悪化させた右太股裏痛を理由に出場を辞退した。シーズンMVPを選定する記者投票で第4位（チーム最多）となる点数を得た。受賞は他に、ベストナイン、ゴールデングラブ賞、JA全農Go・Go賞3回（歴代年間最多タイ）、日本プロスポーツ大賞功労賞など。
2005年は1番中堅で開幕して、打順は5月中旬より7月中旬の故障（後述）までは主に5番で起用された。4月23日、東京ドームでのオリックス・バファローズ戦(ビジターゲーム)でNPB/MLB通算1500試合出場を達成。5月4日、インボイスSEIBUドームでの西武戦で大沼幸二の前に三振に倒れ、NPB/MLB通算1000三振を記録。6月5日、ナゴヤドームでのセ・パ交流戦・中日戦で山本昌からNPB/MLB通算200本塁打を達成。11日、甲子園での古巣阪神戦で本塁打を打った際に阪神ファンからも拍手を受け、打法名「オレを育ててくれたこの球場に感謝打法」と命名した。7月上旬より自身初の3試合連続猛打賞を記録するも、19日に死球を受けて右手小指球部を挫傷した。その後はその故障による登録抹消期間もあり出場がまばらとなり、オールスターゲームでも話題は提供するも打席数は1に終わった（「新庄劇場#2005年のオールスターゲーム」を参照）。
この年は規定打席に到達できなかった。ゴールデングラブ賞を外野手部門最多得票で受賞するが、授賞式を欠席し、「今年の俺のゴールデングラブ賞はおかしい。1年間この賞を心の中で目指して取り組んでいた選手に申し訳ない。来年からは、印象ではなく数字で選んでほしい。そうでないとこの素晴らしい賞の価値がなくなってしまう」と声明を出した。2年契約満了のため結んだ再契約は、新庄側の希望で1年契約、年俸はNPB歴代最高昇給額（当時）の2億2000万円増であり、キャリア最高額の3億円となった（金額は推定）。

#### 現役引退と『新庄劇場』
2006年、阪神時代の監督であった中村勝広がオリックスの監督に、野村克也が楽天の監督に就任し、ロッテのボビー・バレンタイン監督（2001年メッツ時代の監督）と合わせ3人の恩師と対戦することとなった。1年間を6番中堅でほぼ固定起用された。自身の発案で「ファイターズ超満員大作戦（43,000プロジェクト）」と銘打ち、何かやりますと予告していた3月25日の開幕戦（対楽天・札幌ドーム）試合開始にあたり守備へ就く際に、自身がハーレーダビッドソンのトライクを運転して入場し場内を周回して守備位置へ向かい、続いて他の先発選手もそれぞれサイドカーの助手席に乗車して守備位置へ向かうというパフォーマンスを満員となった観客の前で披露した。これを皮切りとしてこの年の試合前に本格的な、パフォーマンスショーを行った3試合はいずれも勝利を収めた。
開幕直後の引退表明
4月18日、東京ドームでのオリックス戦にて、1本目の本塁打を「28年間思う存分野球を楽しんだぜ。今年でユニフォームを脱ぎます打法」と命名することにより、試合中に当シーズン限りでの現役引退を表明。そしてヒーローインタビューで改めて引退を宣言した。なお引退を表明した回の命名を最後に、2004年より続けてきた本塁打への打法命名を封印した。引退表明以降のマスコミからの注目度は日に日に増し、新庄のグラウンド内外におけるパフォーマンスは「新庄劇場」と形容されて連日のように報道された。
襟付きアンダーシャツ問題
30日の福岡ソフトバンクホークス戦へ出場した際、ユニフォームの下に着用していた襟付き練習着についてマナーの問題で物議を醸した。自身は試合前に審判団へ同品を着用しての出場可否確認を求め、前川芳男パ・リーグ審判部長の「現行規則では明記されていないため、今後の検討材料にする」との判断により着用許可を得ていた。試合中から試合後に渡り、相手球団の王貞治監督およびフロントが苦言を呈し、審判団の協議の末「今後は着用しての試合出場不可」と通告を受けた。
6月16日、札幌ドームでの広島戦で佐々岡真司からNPB通算200本塁打を達成。7月、現役最後となるオールスターゲームの第1戦（明治神宮野球場）にて、中堅守備での好捕などでSANYO賞を2つ獲得して優秀選手賞を受賞（「新庄劇場#2006年のオールスターゲーム」も参照）。8月22日、岩手県営野球場での楽天戦で渡邉恒樹からNPB/MLB通算1500安打を達成。
引退試合・セレモニー
9月27日、レギュラーシーズン最終戦となる札幌ドームでのソフトバンク戦にて、この日限定で背番号をプロで最初に背負った「63」に変更。これに伴い、元々同番である渡部龍一も1日限り「68」に変更した。チームがレギュラーシーズン1位通過を決めた試合後に引退セレモニーが行われた。場内を消灯して大型ビジョンに流された野球人生を振り返るVTRを、中堅の守備位置から帽子の上にグラブを被る姿（日本ハム時代の新庄の恒例となっていた姿である）で観た後、ユニフォーム・グラブ・リストバンド・タオルをその場に置き、涙を浮かべながらグラウンドを後にした。ユニフォームを脱いで現れたアンダーシャツの背中には「今日、この日、この瞬間を心のアルバムに刻んで、これからも俺らしくいくばいっ!」とファンへ向けるメッセージがプリントされていた。スピーチは行わなかったが、去り際には大型ビジョンに「残りわずかな野球人生 明るく楽しく 白球を追い掛ける事を 今日この日 みんなに約束します」と署名付きの直筆メッセージが表示された。なお球団はこの時点では新庄の引退を認めておらず（慰留するため）、このセレモニーは球団ではなく自らがプロデュースしたものであり、先の引退表明を東京で行ったことに対する地元ファンへのけじめの意味合いも込められていた。予定通り、翌28日に渡部と共にそれぞれ背番号を元に戻した。
自身NPBでは初めてのリーグ優勝を決めたプレーオフ第2ステージ（対ソフトバンク・札幌ドーム）の全2試合通算で6打数2安打1打点（第1戦の勝利打点）を記録した。
自身初出場の日本シリーズで、日本一を達成して引退
日本シリーズ終了後の11月に開催予定の日米野球にファン投票最多得票で選出されるも、引退することを理由に出場辞退を表明し「日本シリーズで完全燃焼したい」と声明を出した。シリーズで対戦した中日のアレックス・オチョアは、新庄がジャイアンツ時代に2002年のワールドシリーズで対戦したエンゼルスの選手としても出場しており、この両人はMLB/NPB両方のシリーズで選手として対戦した初めての例となった。このシリーズでチームは4勝1敗で44年ぶり2度目の日本一に輝き、個人5試合通算17打数6安打1打点を記録した。10月26日の最終第5戦（札幌ドーム）8回裏、涙を流して入った現役最後の打席では、中里篤史からの全3球ストレート勝負にて空振り三振に倒れた。最終回の守備、二死からアレックスの左飛で日本一が決まると、捕球した森本稀哲はマウンド方向へではなく打球を追ってきている中堅手・新庄の方へ向かい走り出し、両者は左中間で抱き合った。そして両者はマウンド付近にできている歓喜の輪へ向かい歩き出すが、新庄は涙を流し、まともに歩くことができなかった。その後、選手・首脳陣・スタッフ達の方が外野へ向かい歩いていって左中間で抱擁し合い、胴上げが新庄→小笠原道大→田中幸雄→大社義規前オーナーの遺影を掲げた大社啓二オーナー→トレイ・ヒルマン監督の順に行われた。日本ハム入団会見で掲げた2つの目標である「札幌ドーム満員」と「チームの日本一」を共に達成してユニフォームを脱いだ。
翌27日に札幌ドームのグラウンドで引退会見を行い、11月のアジアシリーズについても、気力と体力の限界を理由に出場辞退を表明した。11月8日、10度目のゴールデングラブ賞を受賞。シーズンMVPを選定する記者投票では第5位となる点数を得た。18日、札幌で行われた優勝パレードに私服姿で参加し、これがファイターズの新庄としての最後の姿となった。シーズン中から引退撤回を求めるファンが署名活動を行い、球団からも撤回要請を受けていた。しかし本人の意思は固く、球団側は手続き上、自由契約とすることを勧めるが、本人側の希望で任意引退となった。

### 現役引退後
現役引退後はタレントへ転身。またエアブラシアート（エアブラシを使用する絵画制作およびメイクアップ）と、2011年より2016年ごろまではモトクロス競技の練習にも取り組む。
2007年1月28日、2003年を最後に休止していた自身の公式サイトの更新を再開して、今後の活動の方向性などを報告した。3月1日、2006年度ゴールデン・アロー賞・スポーツ賞を受賞。4月25日、前年に行った寄付について紺綬褒章を受章（後述）。12月28日、夫人との離婚を自身の公式サイトにて連名で発表した。離婚の際に「俺も意味分からないけれど、とにかく離婚したい」と妻に説明したといい、後に2020年4月16日放送分の『直撃!シンソウ坂上SP』でこの離婚劇が取り上げられた際には司会の坂上忍が「普通だったら訴えられますよ」と呆れていた。ただし、離婚して十数年は経つ、2023年時点でも大河内との関係は良好である模様。

#### 会社設立
2008年1月28日、新庄剛志が株式会社レハサフを設立して取締役に就任した。業務内容はアスリート・アーティスト等のマネジメントや、コスメティック・アパレルグッズの企画・販売など。自身の公式サイトを自社のものと共同として、名称「CLUB SHINJO」から「LHSF_COLONY」へ変更した（2013年に自社を閉鎖するが、以降も個人の公式サイトとして存続）。自社は5月より元同僚・森本稀哲とマネジメント契約を結んでいた期間がある。5月18日、福岡 Yahoo! JAPANドームでのソフトバンク対日本ハム戦の始球式投手として、余興ながら森本と1打席の真剣勝負を行った（「新庄劇場#始球式」を参照）。11月23日、札幌ドームでの日本ハムのファンフェスティバルにて特設スペース「SHINJOコーナー with ひちょ」が設置され、自身プロデュースの自社商品および森本のプロデュース商品などが販売された。28日、ホテルオークラ東京にて「2009年 新庄剛志 全計画」と題し、翌年の自身の活動予定（自社商品の開発・俳優・歌手・地方競馬の馬主〈後述〉・画家）を発表した。
この頃、絵画制作モデルとして購入する馬が地方競馬の競走馬となる予定であることから、地方競馬全国協会 (NAR) の馬主資格を取得していた。同馬はタノシンジョイ号と命名され船橋競馬場・岡林光浩厩舎に所属、2009年9月の初出走で勝利を挙げるなど通算40戦4勝の成績を残した（2010年には中央競馬の条件戦へも一度出走し、13頭立て11着）。また翌年公開予定の映画『僕たちのプレイボール』の製作総指揮（エグゼクティブ・プロデューサー）を務めた。同作品主演・小原裕貴が11月1日の日本シリーズ・日本ハム対巨人第2戦（札幌ドーム）にて始球式投手を務めた際に、付き添ってグラウンドへ登場し、その後の同試合テレビ中継にて自身初の野球解説を担当した（後述）。

#### バリ島移住
2010年前半を最後にメディア出演がなくなり、この頃よりインドネシア・バリ島へ移住した。当地への移住を決めるきっかけはCM撮影での訪島であった。モトクロス競技の練習は当地を拠点として行っていた。また当地では日本で始めた絵画制作に加え、当地の子供達への簡単な野球指導も行っている。
2011年8月初旬、自身の父親の通夜・告別式にてメディアに映った。9月8日放送のTBS『世界の強運実話!もってる人グランプリ』にて2年ぶりにテレビ番組へ出演し、以降も仕事などの度に日本へ帰国している。10月、球団買収される予定の横浜ベイスターズ（現：横浜DeNAベイスターズ）の買収企業がDeNAとなる場合の、次期監督の最有力候補に挙がっていると『サンケイスポーツ』が23日より複数回に渡り報じるも実現しなかった。12月9日、野球殿堂入り候補者名簿・プレーヤー部門に掲載された（後述も参照）。
2012年11月18日の阪神対巨人OB戦（甲子園）では試合には参加しなかったが、試合のダイジェスト番組の企画で松村邦洋らがバリ島の自宅およびモトクロス場を訪れた時に収録した、新庄からのビデオメッセージが試合のイニング間に大型ビジョンで放映された。
2017年2月20日放送分の『しくじり先生　俺みたいになるな!!』で、引退後のバリ島移住の際に、現役時代から自身の金銭の管理を担当していた母親の知り合いの実業家から約20億円を使い込まれていたことが発覚したと明かした。その人物が自己破産したことに伴い使い込まれた金銭の返還を巡る裁判は終結し、結局8000万円しか戻ってこなかった。新庄本人は番組内で「17年間、調べていないのは自分のミス。他人に任せた僕が一番悪い」「金額もそうだが、裏切られたことも悔しい」などと心情を述べた。

#### 現役復帰宣言
2019年11月13日、自身のInstagramに動画を投稿し、翌年のトライアウトを受験し現役復帰を目指すためトレーニングを始めると発表した。清原和博が「WorldTryout2019」の監督に就任したことで刺激を受けたとしており、動画では「みんな、夢はあるかい？ 1％の可能性があれば、必ずできる。きょうからトレーニングを始めて、もう一回、プロ野球選手になろうと思います。みんなも何か挑戦しようぜ」と語りかけた。同月18日には日本に帰国したことを自身のInstagramで報告した。現役復帰を目指した背景には難病にかかった姉の存在も大きかったという。
その後、2019年11月27日付で任意引退選手公示が抹消され、自由契約選手公示された。
2020年12月7日に行われた12球団合同トライアウトに日本ハムのユニフォームで参加。第４打席に日隈ジュリアスから適時打を放った。しかしNPBの各球団は獲得を見送り、13日、本人は自身のInstagramで現役復帰を断念することを表明した。
現役復帰が失敗に終わった要因として、里崎智也は日刊スポーツの野球解説者の立場で「NPBの各球団が新庄さんの獲得を見送った理由の第一は、1年間やれる能力の不透明さだと思う。トライアウトの4打席だけでは、年間を通して活躍できる証明にはならない。何が何でもというならば、独立リーグでプレーしながら、継続してできるところを見せるべきだった」と指摘した一方で「とはいえ、新庄さんが今回の挑戦で得たものは小さくない。イメージや“商品価値”は格段に向上した。CM出演の話などが届いてもおかしくないのではないだろうか」とフォローした。独立リーグでのプレーについて新庄自身は、2020年5月に北海道ベースボールリーグからのオファーを断ったことを明かし、トライアウト後にベースボール・チャレンジ・リーグ（ルートインBCリーグ）の新潟アルビレックス・ベースボール・クラブが獲得の意向を示したと報じられた際にも「多分48歳なので、すいませんが」というメッセージで事実上断る意向を示している。2021年4月18日に、長野オリンピックスタジアムで開催されたルートインBCリーグ公式戦（信濃グランセローズ対新潟）の始球式を務めた際のミニトークショーで「独立リーグも考えたけど、体力的にちょっと…」と独立リーグを断念した事情を述べた。

### 日本ハム監督時代

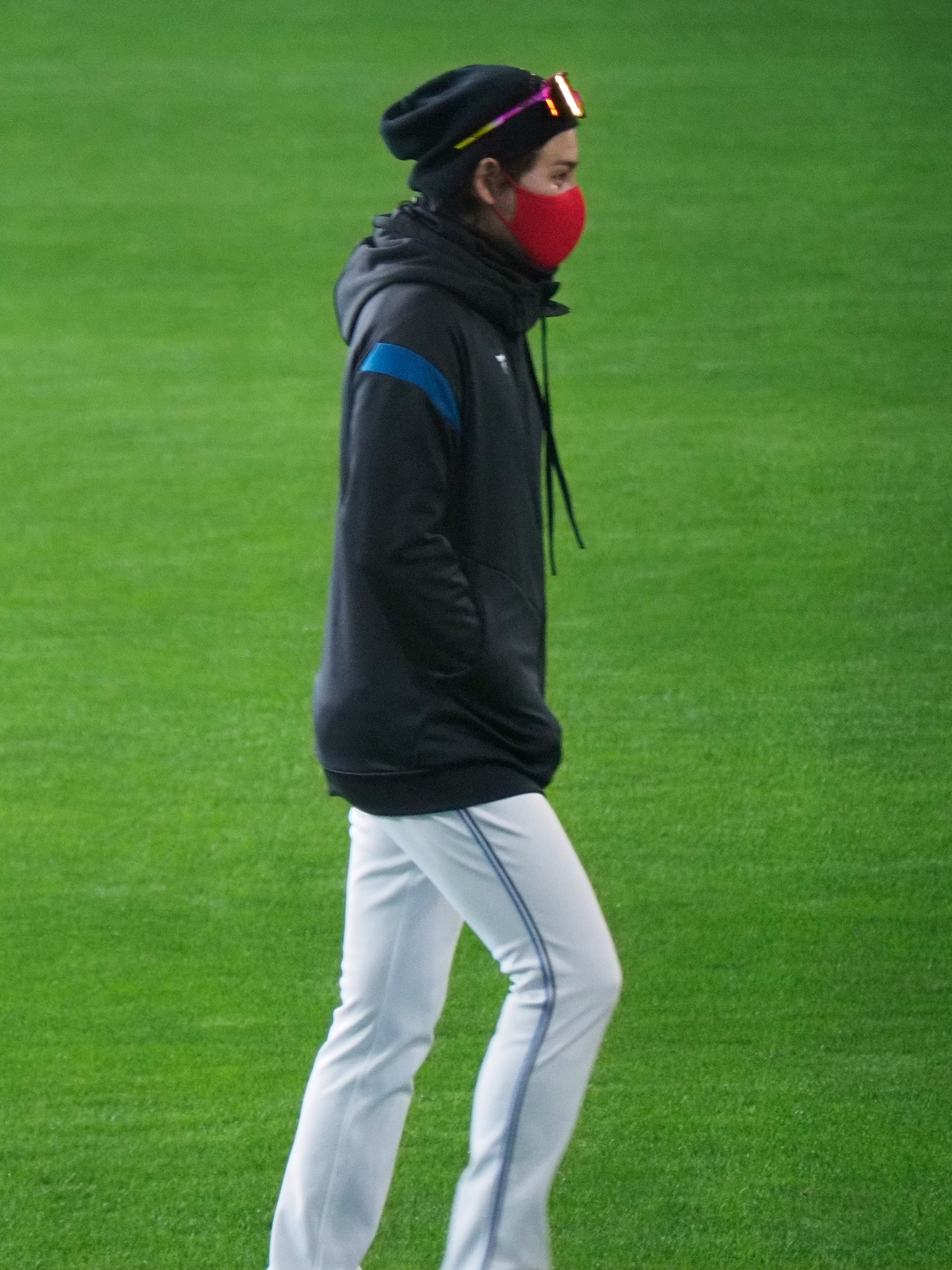
2023年11月2日、エスコンフィールドHOKKAIDOにて

2021年、北海道日本ハムファイターズの栗山英樹監督が同シーズン限りで退任することが明らかとなり、10月26日、後任の監督として新庄に内定したとの報道がされた。その後、10月29日に日本ハム球団から正式に2022年シーズンからの監督就任のオファーを受け、受諾したことが発表された。2006年の現役引退から16年ぶりのNPB復帰となる。球団出身者が監督に就任したのは、2000年から2002年まで監督を務めた大島康徳以来、また北海道移転後のOBが監督になるのは初。11月4日に就任会見が行われ、年俸は推定1億円の1年契約、背番号は日本ハム選手時代に使用した番号で、2021年限りで引退した斎藤佑樹がつけていた1となることが明らかとなった。また、就任記者会見時に報道陣に手渡された名刺では自らの役職について「監督」ではなく「ビッグボス」と記載されており、会見の場でもそのように呼んでほしいと語ったことも話題を集めた。その後、2022年3月24日、実際に登録名を「BIGBOSS」へ変更した。

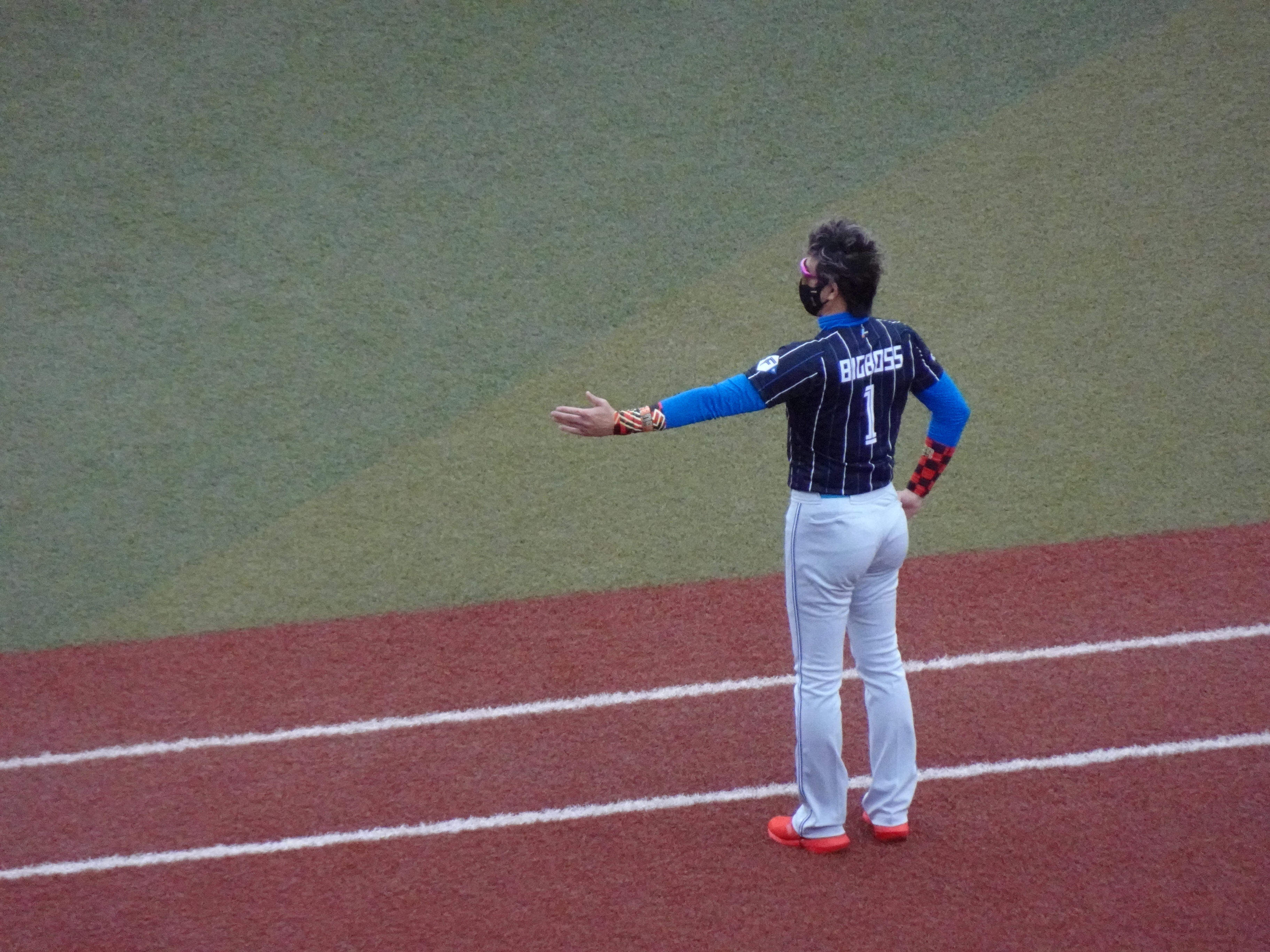
2022年は登録名のほか、ユニフォームの背ネームも『BIGBOSS』となっていた。（同年7月5日、ZOZOマリンスタジアム）

就任1年目の2022年は6月1日、セ・パ交流戦での広島戦で自身の現役時代に試合を経験することがなかったマツダスタジアムで指揮官として初勝利を収めたが、シーズンとしては最下位で終える。9月28日、北海道移転後の初代本拠地だった札幌ドームでの最終試合となったロッテ戦終了後のセレモニーで「今シーズンをもって"BIGBOSS"のユニフォームを脱ぎます」と宣言し、「BIGBOSS」と書かれたユニフォームをマウンドに置き退場、背ネーム「SHINJO」のユニフォームに着替え再登場すると共に「来年、新庄剛志で、エスコンフィールドで、監督の指揮を執ってもいいですか？」と「新庄剛志監督」としての来季続投を宣言した。
監督としては走塁などのトリックプレーに定評があり、スポーツライターの今川秀悟は「組織で相手を倒すという、師匠の野村克也の指導論である『弱者の兵法』と重なる部分がある」と評価している。また、低迷していた若手の万波中正や田宮裕涼を「再生」させた手腕も注目されている。

## 特筆事項

### 現役引退について
シーズン開幕直後の引退表明
2006年4月18日、恩師である中村勝広監督が率いるオリックス戦（東京ドーム）2回裏にダン・セラフィニからソロ本塁打を打ちホームインすると、普段とは異なり外野応援席方向へ向かい、脱帽して深々と一礼した。攻撃が終わり守備位置に就くと再びファンに一礼（阪神時代途中からファンの新庄コールに対しては、一礼からガッツポーズに変えていた）。しばらくすると、恒例の本塁打の打法名が「28年間思う存分野球を楽しんだぜ。今年でユニホームを脱ぎます打法」と発表され、当シーズン限りでの現役引退表明がなされた。7回裏に金子千尋から満塁本塁打を打つと三たびファンに一礼し、今度は打法命名がなされなかった。チームが勝利して受けたヒーローインタビューでは、冒頭からしばし沈黙した後に自らマイクを握り「ええ……今日、ヒーローインタビューという最高の舞台で報告したいことがあります。タイガースで11年、アメリカで3年、日本ハムで3年……。今シーズン限りでユニフォームを脱ぐことを決めました」と観衆に改めて宣言した。引退を決意した決め手は開幕戦で観客満員を達成したことであり、早ければその翌日にでも表明するつもりでいたという。なおその決意はあらかじめ専属広報の荒井修光へのみ明かしており、試合中の発表直前に荒井の判断でGMの高田繁など一部の関係者へのみ伝えられていた。またこの日の表明に踏みきった理由には、東京ドームが球団の前本拠地であり、自身のプロ初出場時の球場でもあるということもあった。
翌19日の試合前には監督をはじめとした現場の人間へ、早い時期に引退表明を行い驚かせた件、決意を一部の人間へしか伝えていなかった件を謝罪。早期表明の理由を「1人でも多くのファンに球場へ足を運んでもらいたいから」と説明し、理解を得た。
引退理由
概ね以下のような理由を挙げている。
- 守備の衰えと体力の限界[239][240]。
  - 左内太股の故障[145]。
  - 動体視力の低下[241]（遺伝性の眼病によるものとされる）。
- 開幕戦で観客満員を達成して夢が叶い「自分の仕事は終わった」という達成感[182]。

足の故障に関しては、MLB時代に筋肉を2本切っていた。動体視力の低下に関しては、2006年の開幕後1週間ほど経った試合から急に投球が霞んで見えだし、特に右投手のカーブと左サイドスロー投手の投球が見えなかったという。この動体視力低下の件は現役中は球団関係者へも明かしておらず、またMLB時代の2002年頃に原因不明の目の痛みを抱えていたことも、引退後に判明した。
引退試合から現役最終試合・優勝パレードまで
引退記念キャンペーンなど
当時CM出演契約中であるダイドードリンコ・D-1 COFFEEの「SHINJO引退記念缶」が2006年10月2日より同年12月まで限定発売され、同時に「SHINJO引退記念キャンペーン」も展開された。またゼイヴェルと新庄の所属事務所（当時：剛ゴーエンタープライズ）が業務提携して開いた引退記念グッズショップが同年10月3日より全国数か所を行脚して設置された。

### 現役引退後の活動について

#### エアブラシアート
現役引退後よりエアブラシアート（エアブラシを使用する絵画制作およびメイクアップ）に取り組み、特に絵画制作には没頭した。2018年の取材時点では絵画制作を行っていない。
絵画制作
作品数は2008年12月時点で30作を超え、数作品を公式ブログにて公開中で、個展の開催経験もある（#個展を参照）。作品の売却収入もあり、代々の自宅にはアトリエを設置している。絵画制作を始めたきっかけは、2008年11月23日放送の日本テレビ『行列のできる法律相談所 ~有名人100枚の絵でつなぐ カンボジア学校建設プロジェクト~』のチャリティーオークションへの出品作品を描いたことである。同プロジェクトへ参加した理由は、前年に出演した日本テレビ『24時間テレビ 「愛は地球を救う」』の企画にてカンボジアへ行き、現地住民の厳しい生活状況を目の当たりにしていたためである。その作品は「青空・夕空・夜空」を描いたもので、タイトル「Shinjo is Shinjo」と命名。日本ハムファンの人物により300万円で落札された。また#関連CDアルバムの節も参照。
メイクアップ
エアブラシをメイクアップに応用した新技法（エアブラシメイク、「エアブラシ#利用例」を参照）にも取り組んでおり、アメリカ・ハリウッドで生まれた同技法の日本での普及を目指す活動のプロデュースを手掛けた。エアブラシメイクの複合ビル「HOLLYWOOD AIR TOKYO」（東京都渋谷区）の2009年のオープニングセレモニーでは、エアブラシによるテープカットを行った。

#### モトクロス競技の練習
現役引退後の2011年より移住先のバリ島でモトクロス競技の練習を開始してプロレーサーを目指し、2016年ごろまで練習を行っていた。郊外の自宅近所に練習場（日本円にして2000万円規模）を開設して、地元住民へも無料開放している。2012年には日本のスポーツランドSUGOで成田亮と共に走行練習を実施した。

## 野球選手としての特徴

### 前書き
守備において、NPB・リーグ外野手のレンジファクター (RF/G) 年間1位を3回（1993年、1998年、2004年）、2位を4回（1994年、1996年、2000年、2006年）記録。MLBでは2002年にリーグ外野手および中堅手の同指標 (RF/9) 1位を、リーグ中堅手のTotal Zone Runs (TZR) 2位を記録。外野守備機会でNPB/MLB通算100補殺以上を記録している。受賞歴としては、NPBのゴールデングラブ賞を受賞資格（チーム試合数の1/2以上を同じ守備位置で出場）を得た年は、1995年以外全て受賞している（外野手部門を10回）。
外野守備に対して一切の手抜きがなかったと評されたことがあるが、飛球に対し故意にスタートを遅らせて刺殺しなかった経験があり、その動機は該当試合で打ちこまれていた投手からそれ以前に、打撃陣の不振のせいで勝てないと批判されたことを思い出したからという。なお、この故意に刺殺しなかった行為を初めて告白した際には、動機を「延長戦に入っていた試合後にコンパへの参加を予定していたので、早く試合を終わらせたかったから」という趣旨で説明していた。
打撃において、年間での打率3割や30本塁打に到達した経験はないが、生涯成績ではNPB/MLB通算1500本安打・NPB通算200本塁打といった節目の記録に到達している。タイトル争いの経験としては、阪神時代2000年の最多勝利打点（特別賞）を1点差で逃している。本人曰く「(セ・リーグでもメジャーリーグでもパ・リーグでも)どこで野球をやっても僕の打率は2割5分」。
走塁において、年間盗塁数は一桁台の年がほとんどであるが、阪神時代に年間のチーム最多盗塁を3回（1993年、1997年、2000年）記録。年間三塁打数は阪神時代にリーグ最多を2回（1994年、1999年）記録している。

### 守備

#### 守備位置の遍歴
プロ入り前より外野手であったが、1年目の1990年に中堅手から内野の遊撃手へ転向した。一軍公式戦での主な守備位置の遍歴は、1991年9・10月：遊撃手→1992年主に5・6月：三塁手→主に6・7月：遊撃手→7月以降：中堅手へ定着である。

#### 内野守備
プロ1年目の1990年シーズン中に中日・立浪和義遊撃手の守備から刺激を受け、自らコンバートを志願して遊撃へ転向した。1992年5月下旬の一軍昇格時の三塁守備はトーマス・オマリーが離脱中の措置であり、その後久慈照嘉が離脱中の遊撃を経て中堅へ戻り定着するも、翌1993年1月のコーチ会議で遊撃への再コンバートが決まった。同年春季キャンプにて久慈と守備位置を競うも守備力評価で劣り、腰痛の影響や首脳陣による「遊撃を守ることによりパワーのある打撃の長所を消してはいけない」との判断もあり、同キャンプ中に再び中堅へ戻り、そのまま外野手としてキャリアを終えた。
主に三塁に就いた1992年6月（下旬は遊撃）にJA全農Go・Go賞・好捕賞を受賞した。中堅への定着後も阪神在籍時最後の2年間に一塁以外全ての内野守備経験がある。また三塁へは1994年・1999年のオールスターゲームでも就いた。

#### 外野守備
全般
MLBでの通算UZR/150は11.8で、セイバーメトリクス的にはMLBのゴールドグラブ級に近い守備力を持つ選手である。NPB公式戦での外野守備は全て中堅手としてであり、中堅守備について自身は、投手の動きがよく見えて投手へ助言できるからと好む。左翼・右翼守備の経験は、阪神時代のオールスターゲーム・日米野球であるほか、MLB公式戦では両翼ともに毎年あり、1年目の2001年は両翼へも万遍なく就いた。
守備理論に独自の合理性のもと拘りをもち、日本ハム時代の外野守備走塁コーチ・平野謙や左中間コンビを組んだ森本稀哲は、その理論には驚く点があるという。
ポジショニング
ボールカウントなどの状況や、投手と打者の特性の組み合わせにより、独断で頻繁に時には大幅に立ち位置を変える。また中堅から両翼の選手へ指示を送るリーダー的存在である期間が長く、自身が二塁守備へまわった際にも、その場から先輩外野手へ合図を数度送っていた。
構え
自身は少年野球の子供達にも向けた提言として「投手の投球モーション時に上半身を屈める構えは、外野への打球の大部分である飛球の場合に上体を起こすことで一瞬目線が浮き上がり、それだけでスタートが遅れてしまう。自分の場合は常に上体を起こして体の力を抜いた状態でいて、小刻みなステップを踏みながらスタートのタイミングを計る」と解説する。
打球判断
元外野手の高田繁や本西厚博（元同僚）は新庄の守備の優れている点として「打球を予測する勘、嗅覚」を挙げた。走者が次々塁を狙った場合に余裕で補殺できると判断すると、狙わせるためにあえて捕球を遅らす。
捕球
平凡な飛球でも落下点へ入った後に軽くジャンプしながら捕球するというスタイルであり、これは高校時代に先輩が2階から落とす生卵を割らないようにキャッチするというトレーニングを行って身に付けたものである。阪神時代に少年野球の指導者より、野球少年に悪影響を及ぼすと指摘されたことを機に大熊忠義コーチと結んだ、もし落球した場合はやめるという約束により一時封印して以降は、引退までこのスタイルを貫いた。自身はその利点について「走り込んできて、フライ性打球は上方向、ライナー性は横方向へ早めにジャンプして、その頂点で打球を見ることで目線が一瞬止まり（ぶれを防ぎ）、打球の急な変化に対応できる。そして着地しながら捕球することで、打球の勢いを吸収できる。さらに着地後には、その勢いですぐにスローイング（送球）できる」と解説し、これらを知人から「新庄式野球力学」と からかわれるという。このスタイルはアメリカで「Shinjo hop」「Shinjo's crow hop」と称されている。
ダイビングキャッチを行う外野手であり、人工芝上で、袖の無いアンダーシャツを着用して腕を晒した状態であっても敢行した。
送球
捕球してから送球に移るまでの動作時間が速い。内野手の中継に送球する前の飛球捕球や、跳ねたクッションボールを素手の右手で捕る際などには、スローイング体勢に入りながら捕球する。送球の球筋が変化してしまう場合には、ブルペンで投げ込み修正していた。また強度の投げ込みを行い、肩と肘の張りをつくるという独特の調整法もとった。
若手時より球界の人間からも強肩と評され、その肩力をMLB時代のテレビ実況が「ロケットアーム」と称した。日本ハム時代の遠投は130メートルほどであり、阪神時代の1997年オールスターゲーム試合前の投球スピードコンテストでは147km/hを記録した。阪神で同僚時の定詰雅彦捕手は新庄からの本塁送球について「きれいなストレートの球質。ワンバウンド送球時、手元までグゥーと伸びてくるので、どこでバウンドするか判らない。彼の強肩なら、送球が内野手の頭上を通過するノーバウンドのバックホームをしたとしても、打者走者は送球間の二塁進塁を狙わないと思う。」と語った。
他の野手との連携
他の野手の守備へのバックアップを怠らない。MLB時代の2002年には中堅手としてランダウンプレイに加わり刺殺を記録した。
2000年5月25日の中日戦（甲子園）6回表同点無死一・三塁の場面で、打者・レオ・ゴメスが打ち上げた左翼手の定位置付近への飛球の落下点に坪井智哉が入ろうとしたところへ、中堅・新庄が声で自身の到達を知らせながら走り込み（坪井から譲られて）捕球して本塁へ送球し、タッグアップした走者・李鍾範を補殺した。2002年には中堅から走り込んで右翼守備をカバーして補殺したこともある（前述）。
日本ハム時代、左翼・森本稀哲、右翼・稲葉篤紀との外野陣を2005年に10数試合、現役最終の2006年には1年を通して形成し、3人揃って2006年度ゴールデングラブ賞を受賞した（同一チーム選手での同賞の外野手部門独占は1978年の阪急ブレーブス〈福本豊・簑田浩二・バーニー・ウイリアムス〉以来、史上2回目）。この両翼の2人と「左（右）中間への深い打球を捕球→体勢が悪い時は相手にトス→トスを受けた方が補殺を狙う」という連携を時折行った。
日本ハムでは投手交代時に外野3選手が中堅の位置に集まり、立て膝をついて膝を突き合わせ、グラブを帽子の上に被ってミーティングするシーンが恒例となった（新庄の発案）。2006年の日本シリーズ第4戦では、外野に加え内野でも4選手が集まり同じポーズをとって話す姿が見られた。新庄の引退後も日本ハム外野陣はこのポーズでのミーティングを続けている。
その他
日本ハム時代には「走者がいる場面で後方への飛球を追い、刺殺は無理でフェンスに直撃すると判断すると、咄嗟に振り返って打球に正対する体勢を一度とり、塁間で打球を見極める走者に一瞬「捕られる」と思わせてタッグアップに備えリタッチさせるなど惑わせて、その走者の進塁を一つ少なく抑える」というトリックプレーを稀に行った。

#### 投手挑戦
1998年秋季キャンプから外野手との兼務（二刀流）を目指して投手としての練習を開始した。この挑戦について自身は「センターの守備位置からリリーフ登板してみたい」と発言するなど乗り気であった。挑戦の発案者である監督の野村克也が発案した理由は、投手をやることで、打撃時に活かせるよう投手心理を理解してほしいため、また、上半身主体ではなく下半身を使う打撃に活かしてほしいためであるが、当時に野村は「あれだけの強肩の持ち主。どんな球を放るか元捕手として純粋に興味がある。」「下半身の使い方を覚えたら150km/hは出る」などとも話していた。
翌年のオープン戦では、3月5日の巨人戦においての初登板でリリーフの1回を三者凡退に抑え、球速143km/hを記録した（藤崎台県営野球場）。次の登板（リリーフ）となる21日、福岡ドームでのダイエー戦では自己最高の145km/hを記録し、フォークボール（佐々木主浩から教わった）で本間満から三振を奪い、合計2試合で2回を投げて奪三振1・被安打および被本塁打1（打者：松中信彦）での失点および自責点1を記録した。しかし傾斜のあるマウンドからの慣れない投球動作により、また当時の肘痛をかばって投げていたことも影響して、左膝を痛めたために挑戦は断念した。
高校時代は外野手であったが、1年秋・新人戦の準決勝・決勝ダブルヘッダーにおいて、エース投手の故障による代役として連続完投勝利を記録した。自身は「投手は好きではなかったし、コントロールもなくカーブなどの変化球が投げられなかった」という。当時の監督で新日本製鐵堺硬式野球部監督時代に野茂英雄を発掘した浜崎満重は、新庄を投手として育てなかった理由を「外野守備に天性のものがあった。加えて性格的に常に一生懸命投げるから肘を壊しかねず、素直なので打者に球種を読まれる恐れがある。」と説明した。

### 打撃
全般
投球初球からでも積極的にスイングする。新庄の打撃の特徴について、ヤクルト監督時代の野村からは「状況によらず、強引に長打狙いのフルスイングをする」と評され、同じくヤクルトの捕手として長年に渡り対戦した古田敦也からは「狙い球を変えずにヤマを張ってフルスイングし、腹をくくって打ってくる。例えば1・2球目にカーブが連投されたのに対し、直球を待っていたと予想される空振りを連続でした後の、（一般的に打者は空振りした球種を次も待つ傾向にあるので）今度はカーブを狙ってくるであろうと投げられた3球目の直球に対し、またも直球を待っていたと予想されるスイングで本塁打を打つ（そのようにして打たれた経験がある）。一般的な打者に対してのマニュアルから外れるという意味で嫌な打者。」との趣旨で評された。
プルヒッターであり、阪神時代の145本塁打中で右翼方向への当たりは4本であった。左投手に対しての成績は右投手に対してより良い場合が多く、大差がつく場合もあった。MLB時代における2年目中盤以降は左投手時限定での起用が多かった。比較的に直球を得意とし、フォークボールなどの落ちる球種をはじめとした変化球を苦手とする。変則投法に対し苦手意識があり、日本ハム時代に対戦した右アンダースローの渡辺俊介（ロッテ）からは安打できず、次第に渡辺との対戦では起用されなくなっていった（通算対戦17試合で6打数3三振。2006年は対戦6試合で打席なし。）。
阪神時代2000年にキャリア最多28本塁打を打ち、そのうち「先制・同点・勝ち越し・逆転」の殊勲本塁打は20本あり、勝利打点13はリーグ2位（1位とは1回の差）。MLB通算での満塁時の成績は打率.400（25打数10安打）・本塁打2・打点30であり、特に初年度2001年は打率.583・打点17を記録し、同じく2001年にチーム最多タイとなる勝利打点11を挙げるなど、クラッチヒッターであるとの声が挙がった。NPB/MLB通算での満塁本塁打は9本、サヨナラ安打は10本（そのうち本塁打4本）である。
打撃において最も影響を受けたコーチは、プロ入り時の二軍担当で後に一軍でも指導を受けた柏原純一であり、すり足打法（後述）や敬遠球を打つ練習などの試行錯誤を共にした（前述も参照）。自身の打撃に対する考えや談話の中には「思いきり振っただけ」などのように単純明快な表現があるが、阪神打撃コーチ在任時の長崎慶一は若手時の新庄について「あの年齢であそこまで（打撃について）考えている選手はいない」と評している。打撃復調へのヒントを求めて、グラウンド整備担当者に対して自身の状態を尋ねたりもした。
構え
両手を伸ばしてバットを高く掲げ、呼吸をするように幾度か全身の背伸びを繰り返す。この待機の仕方は「ジャック打法」と呼ばれた（由来は童話『ジャックと豆の木』より）。この動作は形を変え、時には行わず、MLB2年目ごろまで続けた。MLB1年目には相手チームから「両手を上げた脇の下から捕手が出すサインを覗いているのではないか」という疑惑をかけられたこともあるが、以後も自己流を貫くと疑惑は消えていった。この動作の全身が伸びきった状態を描いたイラストレーションを自身の個人マークとして、グッズなどに使用している。また新庄をモノマネするタレントの神奈月は、演じる際に新庄の特徴としてこの動作を強調する。
フォーム・スイング
一本足打法の時期が殆どである。阪神時代後期にはマーク・マグワイアなどを参考にした、すり足打法の時期もある。特に阪神時代は成績不振と打撃コーチが頻繁に交代することも影響して、フォームの試行錯誤を繰り返した。
柏原コーチ指導のもとで年間本塁打・打点のキャリア最多を記録した2000年シーズン序盤、自身はそれまでバットスイングにおける最大の弱点とされたドアスイング（トップからインパクトにかけてバットヘッドが遠回りをして出てきてしまうスイング）について「昨年まではバットを棒のように使ってしまっていた」と表現し、好調の要因については「バットを鞭のように使って打てた」「バットヘッドの重みと投球のスピードを利用して打てた」などと表現した。
日本ハム時代、自身は右腕の筋力が左に比べ強くなりすぎたことを気にしていたが、白井一幸ヘッドコーチのアドバイスでアッパースイングでバットを振ることで成績が向上した。2005年6月12日の阪神戦で、阪神甲子園球場の左翼席中段まで本塁打を運んだこともある。
本塁打となると自身が確信する打球を放った直後にバットを高々と放り投げる。これは後述の行為と共にMLB1年目に相手チームより挑発的と解釈された行為であるが、放り投げる理由にはグリップに滑り止めの松脂を多量に塗っていて手が離れにくい事情もある。

### 走塁
ベースランニング
ストライドが広く、一つ塁を回って以降のトップスピードが速い。右打席でスイングが大きいため一塁までのタイムは4.4秒と平均を下回る。高校時代の直線100メートル走タイムは11.7秒。
スライディング
阪神時代にヘッドスライディングを行い左肩を二度故障して以降はこれを封印するが、2004年のオールスターゲーム第2戦では球宴を盛り上げるためにと試みた本盗時に敢行している。
打者走者として一塁へ駆け込む際では珍しい、守備側選手との接触を回避するための足からのフットファーストスライディングをMLB時代以降に稀に敢行し、2001年の「カミカゼ・スプリント」と称される併殺を阻止した走塁の際にも足から滑り込んでいる。
その他
本塁打を打ったホームイン時に手で触塁することがある。これは前述の行為と共にMLB1年目に相手チームより挑発的と解釈された行為であり、この行為は以降MLBでは封印した。手を使う理由はベースを土で汚さないためであり、球審から礼を言われたこともあるという。

### 評価
NPB
2011年12月9日、野球体育博物館「平成24年・第52回競技者表彰委員会・野球殿堂入り候補者名簿」のプレーヤー部門に掲載された。得票は5で翌年の名簿から外れた。
日本プロ野球選手会が2000年より毎シーズンオフに行っている「選手が選ぶ！ベストナイン・中堅手部門」アンケートで、2004年・2006年に選出された。
2010年のオールスターゲームに出場の「選手が選ぶ思い出のオールスター・ランキング」アンケートを中継局・テレビ朝日が行った結果、2004年の本盗が7票を集め第1位に選出された。投票者は、井口資仁、青木宣親、前田健太、他4名。他にプロ入り前にオールスターを観て印象的だったとして、現役時の取材でこのプレーを挙げた選手には、坂本勇人、柳田悠岐、宮﨑敏郎、小川泰弘などがいる。
北海道日本ハムファイターズは札幌ドーム内の球団事務所を2012年に大幅改修した際、1階会議室の3部屋それぞれの部屋名に「北海道に移転してからの球団の功労者」として、トレイ・ヒルマン、新庄、ダルビッシュ有（入団順）の3人の姓のアルファベット表記を使用した。
時にはドラフトで注目された選手など、プロ入り前後の選手がもつ高い身体能力や野球センスが「新庄級」「新庄みたい」などと評されたり、そのような評判を得た新庄と同じ九州出身の外野手が「新庄2世」と称されることがある（甲斐雄平、武田健吾など）。
MLB
Deadspinが2011年発表の " The 100 Worst Baseball Players Of All Time: A Celebration " に「But They Had Good Points（しかし、彼らは良い点を持っていた）」というグループで選出された。

### 野球用具
アドバイザリースタッフ契約
- デサント：1993年 - 2003年[319]
- アシックス（ローリングス）：2002年 - 2005年 ※2002年・2003年の契約はデサント社が製造していないスパイクシューズのみが対象。[320][321]

現役最終の2006年は特定の企業と契約せず、プーマ社から衣装類の、ルイ・ヴィトン社から野球バッグ類の提供を受けるなどした。
グラブ
- ゼット社製[324]：外野手用

初任給を使い7,500円で購入し、MLB時代の同僚に誤ってスパイクシューズで踏まれて大破損したりと4回の大補修を重ね、現役引退まで使用した。ひとつのものを長年使い続けるプロの外野手は稀であるが、これには父親からの「商売道具を大事にしろ」という教えが影響を及ぼしていた。保管の際の湿気などにも気を配り、自身の「もうひとつの手」と称する拘りの代物で、現役の間は他人がはめることを許さなかった。冗談交じりにながら「もし盗まれたら引退する」と語ったこともある。引退会見では、前日の最後の試合でタイロン・ウッズのライナーを捕球した際に破けたりと、消耗度合いが限界まで達していると語った。2011年に父親が死去した際に、このグラブも棺に納めた。
打球の手元での急変化に対応するため、ポケットが「土手・中央・ウェブ・ウェブ先端」の4か所にあり、ウェブ先端部分から外側にボールが半個分ほど飛び出した状態でも捕球できるという。使用時は手との固定のため、守備用手袋に松脂を塗布する。グラブ外側の親指部分に「 (TH) 63」（阪神球団マークと入団当初の背番号）と黒色で刺繍を入れている。現役最終年には、手首（甲側）の商標位置にオリジナルタグを縫い付けていた（デザインは自身の個人マークと「Shinjo」の筆記体表記）。
高校時代は久保田スラッガー社製・外野手用を使用。特注品であり、各パーツなどについての注文事項を記した手紙を同社へ送付していた。受注した「日本屈指のグラブ作り・型付け名人」として知られる江頭重利は、あんなにも事細かな注文を受けた経験はないと語っている。
バット 他
- デサント社製：34.5インチ・930 - 940g（1993年[5]） → 長さ不明・900g未満（1998年[23]） → 33.5インチ・910g（1999年[23]）
- オールドヒッコリー社製 (Old Hickory Bat Company) ：素材ロックメープル・34インチ・890g（2006年）[330]

他。
他選手よりの譲受品や借用品も試合で時折使用し、プロ初本塁打はトーマス・オマリーのもので、2001年には全10本塁打中9本をジョー・マクユーイングとプレストン・ウィルソンのもので打っている。
ダイレクトプロテクトを使用し、同品の普及以前の若手時は右手親指にスポンジを巻いていた。
エルボーガード
打撃時の投手側に向ける肘を死球から守る防具。1993年当時に同品は未普及であり、7月に死球を左肘に受け負傷したのを機に球団トレーナーに作成を依頼した、既存の爪先ガードを切り刻み改良し、即席で肘にフィットさせるものを着用し始めた。またエルボーガードを外野守備時のダイビングに備え着用したこともある。
スパイクシューズ
長年の足の故障を考慮しての改良を度々行い、主にミドルカットタイプを着用した。2006年は奈良県のジャガーズ創工社製も着用した。
ユニフォーム類
NPB時代はユニフォームを製作しているデサント社（個人契約もあり）およびミズノ社（日本ハム時代のビジター用のみ）へ特注して、上着は既製品と比べて胸元部分が深くV字型に開き、袖部分が短くタイトなものを着用した。日本ハム時代のズボンも特注の、裾がラッパ型に広がってスパイクの底の近くまで被さるものを着用した。また日本ハム時代はズボンの臀部付近や帽子のつばなどにも見た目を良くする加工を施した。
アンダーシャツは主に、汗が首筋をたれ落ちるのを防ぐためのタートルネックで、夏場はノースリーブのものを着用した。ノースリーブのタートルネック製品普及以前の若手時には長袖の製品の袖部分を切断していて、この型のものを着用した選手はNPBでは自身が最初であろうという。なお日本ハム時代にはNPBで初めて首部分に自身の個人マークをプリントするなど、様々なデザインのものを着用した。
若手時にズボンの裾を足首付近まで下ろす穿きこなしが一般化して、そうし始めた当時のアンダーストッキングは、通常2枚穿く靴下類の代わりにサッカー用のものを1枚のみ着用していた。これは規則では禁止であるがこちらの方が都合が良く、皆も真似しだしたという。
リストバンド
主に長いものを両手に着用し、日本ハム時代には短いものを2枚（隙間をあけて）ずつ着用することもあった。色はNPB時代は主に自身のトレードカラーである赤。MLBではチームカラー以外の用品の着用は認められないため、所属した2球団のカラーの中のオレンジ色を主に着用した。他の色では主に阪神時代に、ツートンカラー（赤色×黒色）・紫色・黒色など。日本ハム時代にはチェッカーフラッグ柄や水玉柄などの柄物も着用した。

### ドーピング陽性反応
2022年6月8日に『文春オンライン』が現役時代の2006年にドーピング検査で陽性の判定を受けていたことを報じ、9日に当時オーナー代行を務めていた小嶋武士が事実関係を認めた。
現在は禁止薬物となっている「クロベンゾレックス」、所謂グリーニーが検出されたが、2006年から始まったドーピング検査は当時罰則がなく、違反が見つかった場合も非公表とされていた。球団が本人に確認したところ、本人はサプリメントの中身の成分を知らず、無意識に使っていたという。ドーピング検査では「覚醒剤成分」が検出されたとして警視庁が改めて調査したが、覚醒剤取締法等で規制されている薬物ではなかったため、事件化されることはなかった。

## 人物

### 人物像
阪神で同僚時のマーク・ジョンソンは新庄について「No.5にはカリスマがある。彼が打つと甲子園は世界一熱狂的なボールパークになる」と評した（No.5は当時の背番号）。MLB時代ごろから「野球を楽しむ」といった発言が目立ち始め、日本ハム移籍以降は同僚へも「楽しもう」と声をかけ、試合中でさえ笑顔をみせることがあった。MLB移籍以降には、その楽しそうにプレーする姿を指した愛称「SHINJOY（シンジョイ）」が浸透した。マスコミに対しては、自身から取材陣の方へ出向いて朗らかに話すとストレスはたまらないということをアメリカで学び、その独特の喋り口は「新庄節」と称され、2004年のユーキャン新語・流行語大賞にノミネートされた。また現役引退宣言で沸いた2006年の同賞には「SHINJO」「新庄劇場」がそれぞれノミネートされた。開幕早々に引退宣言して日本一を経験できたラストシーズンについて自身は「（強運を）もってるわ、俺。本当にこの漫画みたいなストーリー、出来すぎてません、これ？ 今後俺、体に気をつけたいと思います」と総括した。
ジャイアンツに所属した2002年の契約には400打席達成で数十万ドルのインセンティブがあったが、達成まで残り6打席となっていたシーズン最終戦試合前の打順6番での先発出場が決定後の時間帯に、ダスティ・ベイカー監督より詰め寄られ「なぜインセンティブの件を黙っていたのか。申告していれば達成のための配慮をし、今日だって打順1番に入れたのに」との旨を問われたことがある。これに対し新庄は「チームがプレーオフ進出を争っていたので、個人的なことで迷惑をかけたくはなかった」との旨で返答した。日本ハム時代の新庄について当時のヘッドコーチ・白井一幸は「チームの勝利最優先の精神を徹底して貫き、自分が三振してもチームが勝てば素直に喜べる選手だった。当初は単なる目立ちたがり屋なのではないかと思っていたが実際は全く違い、常にチームの勝利、ファンに喜んでもらえることを最優先にしていた」と評している。
槙原寛己のYouTubeチャンネルにて少年時代に憧れた選手として鴻野淳基を挙げており、プロ入り当初に一時遊撃手に転向したのも彼の影響だったと語っている。
2022年時点、愛犬を2匹飼っている。
ファンサービス
「新庄のファンサービスなくして、日本ハムの北海道での成功はなかった（かもしれない）」といった声があり、日本ハム時代に女性野球ファンの増加へも貢献したと評されている。ヒーローインタビューなどでの質問に対して「そうですね」などと前置きしてから返答すると話が間延びしてしまうという持論から、自身は即答を心掛け、日本ハムでは一部の同僚へも即答を奨めた。また「観客」という言葉は球場以外で観ている人間のことは指さないため「ファン」という言葉を使うこと、日本ハム時代には本拠地を札幌ではなく「北海道」と言うことに拘り、記者等に対してもそう言うよう指導していた。日本ハム時代には試合で活躍してお立ち台の依頼を受けても、他に活躍をした後輩へ譲ることが幾度かあった。また自身が赤色をトレードカラー（後述）とするように、後輩達へも各自の色を持つよう奨めたり、かぶりものパフォーマンスに同僚も誘って実行した。同僚も巻き込んでファンサービスに力を注ぐ狙いは、自身以外へも興味を持ってもらい新たなファン層を開拓するきっかけづくりにあり、後輩の森本稀哲は新庄の引退後もその役割を引き継いだ。同じく後輩の稲葉篤紀も新庄の姿勢に学び、プレーとファンサービスの切り替えができるようになったという。
選手生活晩年には選手としてのファッションに関する話題が多く報じられたが、それ以前からファッション的なことに限らず、球界に前例のない行動が目立った。引退を前にした現役最終年には「ファンのために選手個々がいろいろなことを最初にやる勇気を持ってほしい」と球界全体に訴え、これからは選手のファッション性も向上しないと集客できなくなってしまうと危惧した（「新庄劇場#襟付きアンダーシャツ問題」を参照）。こういった派手で破天荒な言動が日本ハム移籍後には「新庄劇場」と称されて目立ったが、試合前パフォーマンスなどの事前に各方面へ了解を取りつけるなど、周囲に対する配慮もあった。漫画家の水島新司は「新庄ほど常にファンのことを考え、楽しんでもらおうと思っている選手はいない。日本プロ野球界において、たった一人で球場を満員にできる唯一の選手だ」と評している。
もっとも「いろいろ目立つことをやっても結果を出せなければ、ただのバカですから」とも語っており、自身の成績や結果を人一倍気にしていたため、野球に対しても真摯に取り組んでいた。
トレーニング
幼少時から努力している姿を人には見せない性格で、プロ入り後も同僚からの「個人練習している姿が見つかるとやめてしまう」といった証言がある。阪神時代途中までは下半身の強化をしておらず、その理由は「ジーンズがはけなくなるから」また「走る時の足の回転スピードが遅くなるのではないかと考えていたから」と説明した。しかし怪我防止のために考えを改め鍛えてみると、下半身は太らない体質であると判ったという。MLB時代に足の筋肉を2本切って以降は、故障箇所をカバーする筋肉をつけるため、ジーンズの着用も止めてハードな筋力トレーニングを続けており、日本ハム時代の同僚の岩本勉は、新庄が鬼気迫る表情でバーベルを担いで片足屈伸を続ける姿を目撃した時には、圧倒されて声をかけられなかったという。同じく日本ハム時代にチームを共にしていた糸井嘉男によると、筋力トレーニングをしていたが努力している姿を他人に一切見せないタイプであったという。
性格
幼少時から相撲大会で負けて泣いた翌日には再挑戦し優勝するなど負けん気の強さを持っており、阪神時代晩年以降は敗戦後のコメントを例え自身が活躍していても控えていた。反面、幼少時の得意のかけっこでは足の遅い友達を待ってゴールし、先生に「この子はタイムが計れない」と言わしめたというなどのエピソードがあり、現役時代には幾度か自身の代わりに若手選手の抜擢を監督へ進言したことがある（2003年オープン戦にメッツ同僚を、2006年リーグ戦に森本稀哲を〈「q:新庄剛志#日本ハム時代」を参照〉、2006年日本シリーズに紺田敏正をなど）。
裕福ではない家庭に育ち、高校時代に冬場の練習での寒さにたまりかねて革手袋が欲しいと言い、初めて親に物をねだると、父親は自分の手が荒れるのも構わず仕事用の軍手を買うための予算を使い購入してくれたと感謝している。幼少時から父親より「不言実行」の教えを受けてきたが、自身は目標ごとについては「有言実行」を目指す考えである。阪神時代から時々の目標を積極的に公言し、MLB初打席安打や2004年オールスターゲームのMVP獲得も事前のインタビューで予告していた。その動機は、目標を公言することで実現できなければ恥ずかしいという感情をモチベーションにすると頑張れる性格であると自己分析するからであり、現役引退後も目標を掲げる発言をすることがある。
「究極のプラス思考」とまで評されるポジティブな性格で、MLB時代に受けた人種差別や理不尽なマイナー降格にもめげなかった。
野村は晩年に「素質に恵まれていたが何も考えていない」と心構えを酷評し「巨人のような厳しい球団に入っていたら、もう少し野球に対するしっかりとした考えが身につき、その後の彼の野球人生は変わっていたかもしれない」と惜しんでいた。一方、野村が新庄と出会った時に新庄は既に「考える」ことのできない選手となっており、野村は自身が人を動かすのに使う3つの方法である「論理」「利害」「感情」の内「感情」に訴えようと、目立ちたがり屋の新庄に楽しく野球をやらせることを考えていた。
トレードカラーと背番号・登録名
好きな色は「赤」。一軍定着と共にトレードカラーとして定着し、NPB在籍時はリストバンドなどで主に赤色のものを着用した。「赤=新庄剛志」で覚えてもらおうとプロ入り時から決めていて、一軍デビュー時には周囲からの「赤は派手すぎる」という声もあったが、活躍出来ないことには恥ずかしい派手な色を着用して自身を追い込みたかったという。
好きな数字は「1」。シンプルで格好いいからという。1992年オフに球団より背番号63からの変更を打診された際には「1」、もしくは憧れを抱くダリル・ストロベリーと目標とするランディ・バースが着用した「44」を希望したが、両方とも空き番ではなかった。変更となった新背番号5に愛着を持ち、以降三度の移籍の際にも同番を背負い、その後 日本ハム移籍時に念願の「1」へ変更した。
また同時に登録名はNPB初となるイニシャル以外でのアルファベット表記「SHINJO」とした。スコアボードの選手名表記が縦書きの球場ではアルファベットが縦に綴られて表記された。しかし既に従来の漢字表記での知名度が高かったため、新聞などで漢字表記をする例が多く、「SHINJO効果」や「新庄劇場」などのフレーズではアルファベット・漢字の表記が混在した。引退した翌2007年に、親交がある西岡剛が登録名を「TSUYOSHI」へ変更する際には相談を受けた。
外国語
MLB在籍時には自身の時間や精神的余裕を確保するためにも専属通訳を通して取材を受け、チームメイト等とは大きなジェスチャーを交えコミュニケーションをとっていた。また「q:新庄剛志#MLB時代」の黒人選手とのエピソードも参照。

### 社会への影響
特に2003年オフの日本ハム入団以降に、新庄が地元・北海道や一軍春季キャンプ地・沖縄県名護市をはじめとする各地へもたらした経済効果についてが頻繁に報じられ、「SHINJO効果」（「SHINJOフィーバー」とも）と称された。
2006年のシーズン限りでの現役引退を表明後に、引退後の2007年夏の参院選への出馬要請を自民党と民主党より受けるも、出馬はしなかった。

### 社会貢献活動
復興支援
1995年に所属する阪神の地元で起きた阪神・淡路大震災の際に、球団選手会副会長として同僚と共にの支援募金活動などを行った。2001年に所属するメッツの地元をはじめとする地域で起きたアメリカ同時多発テロ事件の際には、同僚と共にの支援物資運搬などを行った。2004年に起きた新潟県中越地震の際には、出演したラジオ番組イベントや自身の写真展での支援募金活動で集まった寄付金とポケットマネーを合わせた義援金と、クリスマスイヴ前には小型ケーキ約2000個を被災地へ贈るなどした。同じく2004年に起きたインドネシア・スマトラ島沖地震の被災地へは、翌年の自身の本塁打数に応じた義援金を贈るなどした。
SHINJOシート・個人広告看板
日本ハムに入団した2004年より引退した2006年まで自費で、本拠地・札幌ドームでの主催試合の外野左翼席に野球少年達などを無料招待する「SHINJOシート」を毎試合126席ずつ用意し、バックスクリーン上方の看板スペースの右翼側2枚分に個人広告看板を連ねて掲示していた。この看板はSHINJOシートから見えやすい位置にあり、2枚共に同じデザイン（向かって右側は拡大されたもの）で、自身の個人マークなどが描かれていた。なお現役最終の2006年のみ向かって右側の1枚のデザインを、自身のイラストが喋る余白のふきだしが描かれたものに新調し、観客満員達成時には余白部分へメッセージを入れると宣言。そして満員となった開幕戦の翌日以降は「札幌ドーム43,000ファン ヤバい 感動だぜっ!!」と書き入れられていた。また2005年より2006年までは準本拠地・東京ドームでの主催試合にもSHINJOシートを用意していた。
寄付

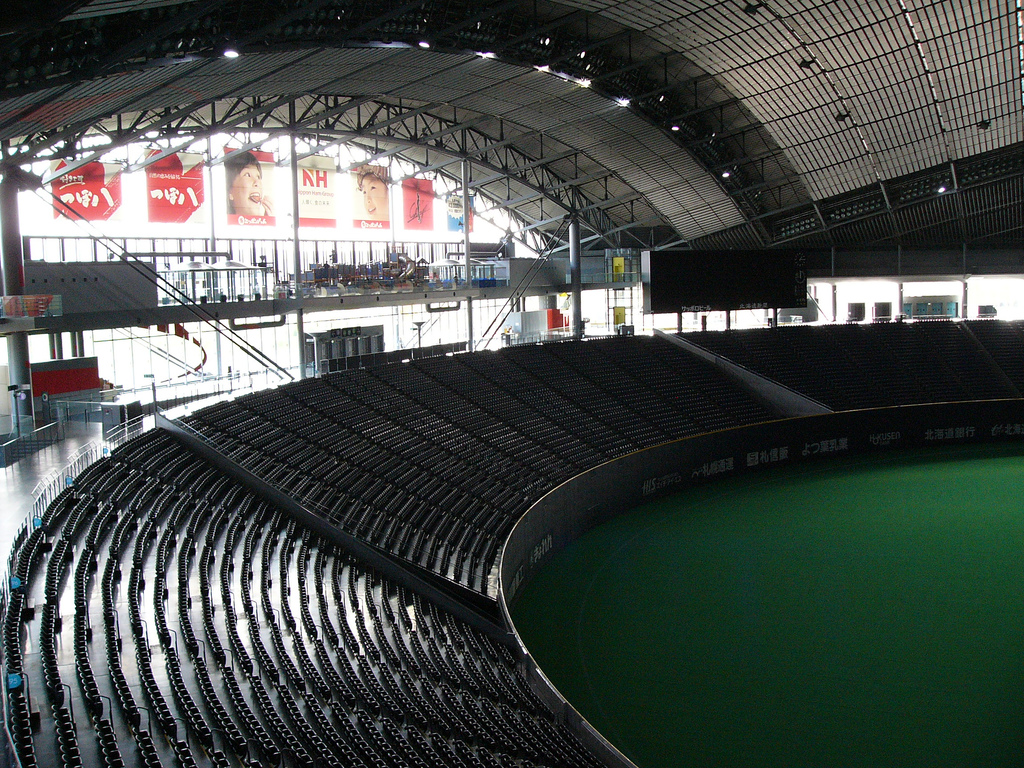
札幌ドームのバックスクリーン上方に合計7枚ある広告看板のうち、向かって右側より水色系・赤色系の2枚が新庄のもの（2006年）。

2005年8月、母校で同期の西村慎太郎が監督を務めている西日本短期大学附属高等学校野球部が前年の夏の甲子園に出場したことを称えマイクロバス（車種はトヨタ・コースター）を寄贈し、「甲子園史上最大の差入れ」と話題になった。以降も2021年にTシャツ200着、2024年には日本ハムで使用している木製バット20本を寄贈している。2006年6月に達成したNPB通算200本塁打を記念してメモリアルバットが製作され、その販売収益金1000万円を「北海道の青少年のスポーツ振興のため」として道へ寄付した。寄付金は道内スポーツ少年団の競技用具購入のために活用され、この件について道内の子供達から感謝の手紙を、高橋はるみ知事から感謝状を受け取り、翌年に紺綬褒章を受章した。
「新庄」と名のつく市町村との交流
阪神時代の一軍デビュー後に、山形県新庄市・奈良県北葛城郡新庄町（当時）・岡山県真庭郡新庄村が、新庄剛志の人気にあやかり村おこしの一環として友好自治体共同事業協議会「新庄会」を創設。その後、剛志を1993年11月より現役引退まで公式に応援した。同会は1994年に創設記念の阪神公式戦「新庄ナイター」（甲子園、前述）を開催し、以降も球場での応援活動も行った。剛志も現地を訪れており、新庄村は1998年に剛志が訪村してクリスマスイベントなどへ参加した12月13日を「SHINJYO DAY」と称して、翌年以降約10年間続ける村役場などでのクリスマスイルミネーションの点灯日を同日としていた。

### 対人関係
首脳陣
プロ入り時の二軍打撃コーチであり、阪神で長年に渡り指導を受けた柏原純一を師匠と慕う。二軍時代には夜遅くまでの指導など、強く後押しを受けた。一軍での初本塁打やMLB移籍の際にも真っ先に報告したという。新庄の父親は著書で柏原の指導法について「見守り続けた上で、わかりやすい言葉で端的に伝える」やり方が、自身の教育方針とも合致して息子と相性良かったとの旨の記述をしている。新庄は1995年オフに柏原が阪神から退団したことをきっかけに、自身もトレードを希望した（当時新監督の藤田平との関係も含め、#引退宣言騒動を参照）。
阪神で最後に仕えた監督であった野村克也は新庄の現役時代を振り返って「もっとアタマを使う習慣があったら、長嶋茂雄どころではない、長嶋をも超える、最強の選手になっていたかもしれない」と評した。野村は阪神監督に就任した1999年から新庄を度々4番打者に据え、抜擢の理由を「地位が人を育てる」と説明した。2000年に新庄は打撃の主要三部門などで過去最高の成績を残し、著書に「ウマが合った。選手個人の性格をうまく見抜いて、それを利用する」「監督の言葉で力を出すことができた」などと記した。また「q:新庄剛志#阪神時代」および「q:新庄剛志#日本ハム時代」のエピソード、「#投手挑戦」も参照。
野村や中村勝広、ボビー・バレンタインは監督としての新庄への指導において「褒めて、乗せる」ことに重きをおいていた。2003年オフの新庄のNPB復帰の際に、オリックスGMの中村と実際にオファーを出したロッテの新監督バレンタインは新庄の獲得に興味をもっていた。また移籍先となった日本ハムの監督のトレイ・ヒルマンは、新庄と前所属メッツ時代（2003年）の監督のアート・ハウとの確執が報道されていた件について独自に情報収集を行い、新庄の個性を尊重した上での指導法で接した。
チームメイト
阪神時代の同学年の広沢好輝とは親友で、阪神時代から日本ハム時代まで自主トレーニング等も共にした。広沢は引退後に『週刊ベースボール』よりMLB1年目の新庄付特派員として派遣された。後輩の坪井智哉とは阪神・日本ハムで同僚となり、日本ハム移籍を決断するにあたり、先に同球団へ移籍していた坪井の存在が大きかったという。日本ハムでのかぶりものパフォーマンスも共に行った。2020年の合同トライアウト直前に試合形式で練習を重ねている際にも坪井が新庄の練習先に赴いてバッティングのアドバイスをしている。先輩では山田勝彦を公私ともに兄貴分として慕っている。
阪神時代のマーク・ジョンソンやトニー・タラスコ、日本ハムではフェルナンド・セギノールなど、来日する外国人選手とすぐに打ち解けあい、阪神時代には来日後の早い段階で解雇されていた外国人選手たちを擁護する発言もしている。ジョンソン、タラスコとは2001年メッツのスプリングトレーニングで再会した。ジョンソンとは同年シーズンを共に戦い、NPB/MLB両方でクリーンナップを組んだ経験のある間柄となった。また同年の背番号5は前年のジョンソンより譲られた番号であり、翌年以降も互いの移籍や引退により、二人は2000年 - 2003年の期間に一年交代でメッツの「5」を背負っている。
MLBでの初所属チームとなったメッツでは、当時から日本でも知られていたマイク・ピアッツァと合計2年間同僚となり、公私にわたる交流があった。ジャイアンツへの移籍時、同チームで中堅を任される予定の新庄は左翼手のバリー・ボンズから「俺はホームランを打つから、守備はおまえに任せるよ」と伝えられた。誰もが一歩距離をとってしまう存在であったボンズとの親交を深め、日本ハムでの3年間のホームゲーム打席登場曲として、同僚時のボンズが起用していた『The Next Episode』（ドクター・ドレー）を起用していた。
日本ハム時代の後輩の森本稀哲と師弟関係を築いている。新庄の日本ハム入団が決まった頃の森本はコーチ等の指導にもあまり耳を傾けておらず伸び悩み、同じ外野のスター選手の加入を快く思っていなかったが、新庄から打撃や守備を毎日根気強く教わるうちに「初めて自分のためを思って言ってくれている」と感じて慕いだしたという。新庄は日本ハム時代の3年間を北海道内のホテルのスイートルームで暮らしていたが、森本もそこに同居しているに近い状態であり、球場でのかぶりものパフォーマンスなども共に行った。新庄は現役最後の日に自身の背番号1の森本への継承を希望し、現実となった。また「q:新庄剛志#日本ハム時代」および「2006年の日本一決定時」のエピソード、「レハサフとのマネジメント契約など」の件も参照。
日本ハム時代の同学年の岩本勉とは、チームを北海道に定着させるという方向性が一致したこともあり意気投合。二人でキャンペーン等にも参加した。日本ハム時代の後輩の小笠原道大とは不仲説やそれを否定する報道がなされた。2006年のリーグ優勝決定後の合同記者会見で小笠原は「日本シリーズを制覇して監督はもちろん、ツーさんを胴上げしたい」と発言。これを聞いた新庄は「感無量」と語った。
日本ハム時代の後輩・林孝哉とは交流が深い。2021年オフに自身が同球団の監督に就任した際は、フロントに林を一軍ヘッドコーチとして入閣させるよう強く推薦し、実現させている。
球団関係者
ドラフト時に九州地区を担当した渡辺省三スカウトは新庄の気持ちが前へ出る性格も高く評価していたが、当初阪神としては上位指名を投手中心と決めていたため、他球団から上位指名されると予想する新庄の指名をほぼ諦めていた。このためヤクルトを除く11球団スカウトが新庄家を訪問した中で、渡辺は比較的簡略に挨拶を済ませていて、しかも新庄本人と父親は留守であった。よって父子は渡辺と指名後に初めて対面し、下位指名となった説明を受けるなどした際に、父子共に渡辺に対し好印象を抱いた。入団後も渡辺は病気がちだった新庄の父親のことも気に掛け、新庄は1995年の引退宣言騒動の際にも渡辺から電話をうけ「親父さんは元気か。心配掛けるなよ。」とだけ告げられて感激したという。1998年8月31日に渡辺が神戸市内のビル屋上から謎の転落死を遂げた直後の試合となる、翌9月1日・ヤクルト戦（甲子園）7回裏の2点を追い掛ける攻撃で、新庄は川崎憲次郎から1点差と迫る本塁打を放った。善戦するも敗戦の試合後に新庄は「今の自分があるのは渡辺さんのおかげ。どうしても勝ちたかった。」と悔やんだ。
他球団選手
1992年に新庄から得意としていたパームボールを甲子園左翼席へサヨナラ本塁打（前述）された広島・大野豊は、その打たれ方のタイミングや飛距離を受けて、それを機にパームを投げるのを封印した。新庄は1997年のオールスターゲームにて応援ボイコットなどを受けた試合後にベンチで落ち込んでいた際、大野から「若いもんが、そんな暗い顔をしとったらいかん」と励まされたことに感激し、後に「他のチームの人から、あんな優しい言葉を掛けてもらったのは初めてでした」と振り返った。
佐々木主浩とは、阪神時代のオフに佐々木のラジオ番組へゲスト出演するなど親交があり、1995年の対戦にて放った本塁打性の打球が応援旗により阻まれた件について、もし妨害がなければ本塁打であったか否かを言い合うという。また投手挑戦中の1999年オープン戦ではフォークボールを得意球とする佐々木より教わった同球種を投じている。
阪神にいた1998年当時住んでいたマンションに、ダイエーからシーズン開幕後オリックスに移籍した藤本博史が転居して来た。藤本は当時を振り返り「いつも出る時間一緒やって、ぼくが出るのを待ってくれてた。礼儀正しい子ですよ」と新庄を評価している。奇しくも新庄が日本ハム監督に就任することが決定した2021年シーズンオフに、藤本もソフトバンク1軍監督に就任することとなったが、藤本は「パ・リーグがどんどん盛り上がってくれたらありがたい」と歓迎した。
2006年限りでの引退を発表後の9月10日・オリックス戦（京セラドーム大阪）で、相手チームの清原和博から贈られた労いのメッセージ入りの打撃用手袋を着用し、現役最後となる本塁打を放った。その後2008年に引退試合を迎える清原に対して、自身が現役最後のオールスターゲームで着用した打撃用手袋を贈った。
2006年の日本シリーズ（前述を参照）での現役最後の打席は、全3球ストレート勝負を受けての空振り三振であった。この時涙を流しながら打席に立つ自身に対して、阪神時代から長年に渡り対戦してきた中日・谷繁元信捕手が1球目の見逃し後に「泣くな、真っ直ぐいくぞ」と言ってくれたように思ったという。
新庄を取り巻いた人種差別
ジャイアンツ時代は白人至上主義者で知られるジェフ・ケントからバリー・ボンズ一派として陰湿な嫌がらせを受けたといい、それ以外にもボンズとケントの対立が織り成すギスギスとしたチームの雰囲気、日本人メディアが受けたケントからの人種差別からメッツ時代にほぼ必ず日々行っていた試合後の日本人メディアへの取材対応もやめてしまった。
プライベート
ホームゲーム打席登場曲には福山雅治の曲も数曲起用した（#登場曲を参照）。2000年の自身初の登場曲も福山の曲であり、これに対して福山はコンサートでステージバックに阪神の球団旗を掲げて演奏し、感謝の意を表した。そして新庄が同年のコンサート前の楽屋に福山を訪ねたのを機に親しい間柄となった。

### ファッション・美容・趣味・嗜好
ヘアスタイル
染髪を好み、現役時代にはプロ2年目の3色メッシュほか、緑色や金色に染めたこともある。阪神時代に監督の野村克也から茶髪をやめるように指示されたが、「髪を黒くしたところで成績が上がるのか?」などと反論したため、野村は新庄の茶髪を事実上容認した。
また、帽子を被って乱れた髪は見せたくないとの理由から、球場ではベンチにおいても常に帽子を着用していた。

#### ファイターズスタイル
日本ハムが移転した2004年に北海道内の理髪店で新庄剛志のようなヘアスタイルへの注文が頻発したのを機に、理容組合北海道日本ハムファイターズ後援会が球団とコラボレーションして、2007年より毎年の最新ヘアデザイン「ファイターズスタイル」のモデルを若手選手の中よりファン投票で選出する企画が始まった。
| 年度   | モデル     |
| ------ | ---------- |
| 2007年 | 陽仲壽     |
| 2008年 | 鵜久森淳志 |
| 2009年 | 植村祐介   |
| 2010年 | 今成亮太   |
| 2011年 | 杉谷拳士   |
| 2012年 | 榎下陽大   |
| 2013年 | 加藤政義   |
| 2014年 | 乾真大     |
| 2015年 | 齊藤勝     |
| 2016年 | 鍵谷陽平   |
| 2017年 | 岡大海     |
| 2018年 | 松本剛     |
| 2019年 | 石川直也   |
| 2020年 | 石川亮     |
| 2021年 | ※制作中止  |

出典：※2021年は新型コロナウイルス感染症拡大による対策として制作中止。
引退後にアデランスのCMに出演する際には「出演者3人の中でアデランスをしているのは誰？」というクイズ形式のCM内容の正解役となるため、丸坊主にした。
服装
阪神時代初期にヴェルサーチの服などを愛用。中学時代から西崎幸広（当時：日本ハム）のスーツ姿をテレビで観て同ブランドに憧れていたという。MLB - 日本ハム時代にはドルチェ&ガッバーナの服などを愛用した。
香水
球場においてもベンチの汗臭さにたまりかねて、タオルやリストバンドに香水をつけていた。引退後には香水の類の商品開発にも携わった（#プロデュース商品を参照）。
真っ白い歯・美容整形
阪神時代の打撃時に食いしばり欠けた歯が痛くて集中力が低下し、食事も満足に出来ない時もあったため、また歯の黒ずみを嫌い、約500万円（最終的には合計約2000万円）をかけて真っ白い歯（歯冠補綴物）に総入れ替えした。歯に関する一般アンケート調査において、オリコン調査「歯がキレイだと思う有名人」男性部門で初回2006年より3年連続第1位に選ばれるなどした。また引退後に顔の美容整形手術を受けたことを2017年に告白した。歯のケアは2023年でも行っている。
愛車
自動車好きであり、阪神時代の契約更改へ訪れる際に運転してくる車種を頻繁に替えるため、自動車専門誌記者までが取材するほど知られるところとなった。1993年：ランボルギーニ・カウンタック、1994年：ポルシェ、1995年：ランボルギーニ・チータ、1996年：メルセデス・ベンツなどである。新庄がフェラーリに乗る姿は、それを見た当時少年の平田良介のプロ野球入り後に購入する車種選びに影響を与えた。MLB移籍決定後には所有するフェラーリをオークションにかけ、「僕のフェラーリ売ります」というCMにも出演した。また、バイク好きとしても知られる。
収入・経済状況
メジャー挑戦前は無謀な散財から貯金がゼロに近かったというが、メジャー挑戦を機に収入が増え、野球が事実上の副業となるほどスポンサー収入に恵まれるようになった。
バリ島移住の際に現役時代の稼ぎから税金を引いても貯蓄は22億円はあるだろうと本人は推測していたが、金銭管理を担当していた実業家による使い込みで預金通帳の残高は2200万円しかなかった。
食生活・その他
少年時代から少食であった。ひどい甲殻類アレルギーのため、エビやカニが全く食べられず、エビを主原料とするスナック菓子でも無理だという。生魚も苦手で、馴染みの寿司屋では自身のみにしか出されない特別メニューである好物の黄粉餅を注文していた。
引退後の2018年に、現役時から喫煙していることを明かした。

### メディア出演詳細
テレビ番組
2004年1月2日放送のフジテレビ『クイズ$ミリオネア』に解答者として出演。スタジオでの応援として坪井智哉、テレフォンブレーンとして山田勝彦・岩本勉・伊達昌司・木元邦之の同僚5名も出演した。自身で解答を考えるしかない状況となった後には、鉛筆（各面に選択肢を記入した）を転がして上となった面の選択肢を選ぶという方法をとり、全15問正解して賞金1000万円を獲得。この賞金を2004年分の札幌ドーム・個人広告看板設置費用の一部に使用した。
2009年11月1日、フジテレビ『BASEBALL SPECIAL 2009〜野球道〜 日本シリーズ 北海道日本ハムVS巨人第2戦』（札幌ドーム）の中継にて、自身初の野球解説を清原和博と共に担当した。冒頭の挨拶にて、清原と一緒だから解説依頼を受けたこと、今回が自身最初で最後の解説であることを告白した。試合中は「（自身の引退後にプロ入りした）巨人・坂本勇人を知らない」「いくら言っても生で観ないと分からない」と、日本ハム選手との交流エピソードを多く話した。
CM
新庄の姓をもじったキャッチコピーが使われた作品がある。
- 「新庄式 = 新常識」

（日本ハム「モーニングサーブ」）
- 「イッシンジョーの都合でデューダしました」

「一身上」現役引退した翌年明け放送の作品（インテリジェンス「デューダ」）
大塚製薬「オロナミンCドリンク」CMの2004年からの上戸彩主演バージョンの初代相手役として出演した。キャッチコピーのセリフは、上戸「元気ハツラツぅ？」に対し、新庄「OF COURSE!」。なお2004年のオールスターゲームでのヒーローインタビューにて最後を締めたセリフは「元気ハツラツぅ？」であった。この共演に関連する翌年のエピソードとして「新庄劇場#始球式」を参照。
ハリウッド映画2作品の日本公開のCM出演経験もある。詳細は後述。
映画イベント
2004年11月、『ナショナル・トレジャー』のロサンゼルスでのプレミア試写会にて、プロデューサーのジェリー・ブラッカイマーや主演のニコラス・ケイジらと親交を深めた。その縁で同作品の日本公開（翌年5月）の宣伝プロデューサーを務め、テレビCM企画および出演、新聞広告用のキャッチコピー製作、イベント参加など宣伝部門全般を担当した。2007年にはブラッカイマー制作3作品『デジャヴ』（CM出演）、『パイレーツ・オブ・カリビアン/ワールド・エンド』、『ナショナル・トレジャー リンカーン暗殺者の日記』の日本公開応援プロジェクトの総合プロデューサーを務めた。他には2003年11月のブラッカイマー作品『バッドボーイズ2バッド』の日本公開特別試写会トークショーにて、日本ハム入団を非公式に発表した。またブラッカイマー作品以外では、2005年の『スター・ウォーズ エピソード3/シスの復讐』日本公開記念イベントの一環として、同年5月の公式戦始球式に現役選手として登板した（「新庄劇場#始球式」を参照）。

### 愛称
- プリンス
「虎の - 」「浪速の - 」（阪神時代）や「北の - 」「球界の - 」（日本ハム時代）などの冠がつく場合もある。本人はこの呼称について快くは思っていない[50][48][453]。
- SHINJOY（シンジョイ）
「SHINJO（新庄）」+「ENJOY（楽しむ）」または「JOY（喜び）」の組み合わせである造語。メッツ時代（2001年）にMLB初本塁打を打ったのを機に、楽しそうにプレーする姿をニューヨーク地元紙がこう表現して使い始めた[454][455]。現役引退後には所有する競走馬名の一部に使用した。なお阪神時代のユニフォームの背ネーム「SHINJYO」の下2文字を入れ替えた綴りでもある。
- 宇宙人
他人には予測できないパフォーマンスや性格から。阪神時代に敬遠球を打った新庄を当時の監督・野村克也がこう称し、メディアが使い始めた。本人はこの呼称については不快に思っている[456][457]。
- ツー
名前の「ツヨシ」という読みから。阪神時代に親友の広沢好輝らからこう呼ばれて、その継承。日本ハム時代は同学年である岩本勉らから「ツーやん」、後輩から「ツーさん」と呼ばれた[458]。
- ビッグボス（BIGBOSS）
監督就任記者会見で自らその呼称を呼び掛けた。ハーレーダビッドソンを即座に現金で購入する様子を見ていた知人に「ビッグボス」と呼ばれた事が由来だという[459]。

### パーソナルデータ
- 身長：181cm - 182cm[1][460]
- 体重：78kg（1993年） → 75kg（2001年） → 76kg（2006年[1]）
- 体脂肪率：3%（最低時）[461]
- スリーサイズ：胸囲105cm・胴囲76cm・腰囲95cm（1993年） → 胸囲110cm・胴囲76cm・腰囲86cm（2001年）
- 股下：88cm（2001年）
- 視力：左右とも1.5（1993年） - #引退理由も参照。
- 握力：右88kg・左79kg（1993年） - 力士並みともいわれる。
- 背筋力：220kg（1993年） - 当時の阪神チーム内では一番強かった。

出典：1993年、2001年※掲載されていない情報については個別に出典を付けている。

## 詳細情報

### 年度別打撃成績
| 年 度     | 球 団     | 試 合 | 打 席 | 打 数 | 得 点 | 安 打 | 二 塁 打 | 三 塁 打 | 本 塁 打 | 塁 打 | 打 点 | 盗 塁 | 盗 塁 死 | 犠 打 | 犠 飛 | 四 球 | 敬 遠 | 死 球 | 三 振 | 併 殺 打 | 打 率 | 出 塁 率 | 長 打 率 | O P S |
| --------- | --------- | ----- | ----- | ----- | ----- | ----- | -------- | -------- | -------- | ----- | ----- | ----- | -------- | ----- | ----- | ----- | ----- | ----- | ----- | -------- | ----- | -------- | -------- | ----- |
| 1991      | 阪神      | 13    | 17    | 17    | 1     | 2     | 0        | 0        | 0        | 2     | 1     | 0     | 0        | 0     | 0     | 0     | 0     | 0     | 3     | 1        | .118  | .118     | .118     | .236  |
| 1992      | 阪神      | 95    | 378   | 353   | 39    | 98    | 16       | 3        | 11       | 153   | 46    | 5     | 2        | 3     | 0     | 18    | 0     | 4     | 73    | 11       | .278  | .320     | .433     | .753  |
| 1993      | 阪神      | 102   | 436   | 408   | 50    | 105   | 13       | 1        | 23       | 189   | 62    | 13    | 2        | 0     | 0     | 20    | 3     | 8     | 91    | 6        | .257  | .305     | .463     | .768  |
| 1994      | 阪神      | 122   | 506   | 466   | 54    | 117   | 23       | 7        | 17       | 205   | 68    | 7     | 5        | 2     | 2     | 30    | 0     | 6     | 93    | 9        | .251  | .304     | .440     | .744  |
| 1995      | 阪神      | 87    | 346   | 311   | 34    | 70    | 15       | 3        | 7        | 112   | 37    | 6     | 4        | 2     | 2     | 26    | 1     | 5     | 76    | 6        | .225  | .294     | .360     | .654  |
| 1996      | 阪神      | 113   | 473   | 408   | 55    | 97    | 16       | 4        | 19       | 178   | 66    | 2     | 2        | 1     | 3     | 55    | 6     | 6     | 106   | 10       | .238  | .335     | .436     | .771  |
| 1997      | 阪神      | 136   | 539   | 482   | 62    | 112   | 17       | 3        | 20       | 195   | 68    | 8     | 4        | 0     | 4     | 44    | 0     | 9     | 120   | 7        | .232  | .306     | .405     | .711  |
| 1998      | 阪神      | 132   | 451   | 414   | 39    | 92    | 21       | 3        | 6        | 137   | 27    | 1     | 2        | 4     | 2     | 25    | 4     | 6     | 65    | 4        | .222  | .275     | .331     | .606  |
| 1999      | 阪神      | 123   | 507   | 471   | 53    | 120   | 21       | 7        | 14       | 197   | 58    | 8     | 2        | 2     | 1     | 23    | 2     | 10    | 72    | 21       | .255  | .303     | .418     | .721  |
| 2000      | 阪神      | 131   | 549   | 511   | 71    | 142   | 23       | 1        | 28       | 251   | 85    | 15    | 6        | 3     | 2     | 32    | 7     | 1     | 93    | 10       | .278  | .321     | .491     | .812  |
| 2001      | NYM       | 123   | 438   | 400   | 46    | 107   | 23       | 1        | 10       | 162   | 56    | 4     | 5        | 4     | 2     | 25    | 3     | 7     | 70    | 8        | .268  | .320     | .405     | .725  |
| 2002      | SF        | 118   | 398   | 362   | 42    | 86    | 15       | 3        | 9        | 134   | 37    | 5     | 0        | 3     | 3     | 24    | 2     | 6     | 46    | 5        | .238  | .294     | .370     | .664  |
| 2003      | NYM       | 62    | 124   | 114   | 10    | 22    | 3        | 0        | 1        | 28    | 7     | 0     | 1        | 2     | 1     | 6     | 1     | 1     | 12    | 0        | .193  | .238     | .246     | .483  |
| 2004      | 日本ハム  | 123   | 544   | 504   | 88    | 150   | 28       | 3        | 24       | 256   | 79    | 1     | 3        | 12    | 4     | 15    | 0     | 9     | 58    | 6        | .298  | .327     | .508     | .835  |
| 2005      | 日本ハム  | 108   | 406   | 380   | 54    | 91    | 20       | 1        | 20       | 173   | 57    | 5     | 1        | 5     | 2     | 14    | 1     | 5     | 64    | 6        | .239  | .274     | .455     | .729  |
| 2006      | 日本ハム  | 126   | 477   | 438   | 47    | 113   | 21       | 0        | 16       | 182   | 62    | 2     | 6        | 10    | 3     | 24    | 3     | 2     | 76    | 8        | .258  | .298     | .416     | .716  |
| NPB：13年 | NPB：13年 | 1411  | 5629  | 5163  | 647   | 1309  | 234      | 36       | 205      | 2230  | 716   | 73    | 39       | 44    | 25    | 326   | 27    | 71    | 990   | 105      | .254  | .305     | .432     | .737  |
| MLB：3年  | MLB：3年  | 303   | 960   | 876   | 98    | 215   | 41       | 4        | 20       | 324   | 100   | 9     | 6        | 9     | 6     | 55    | 6     | 14    | 128   | 13       | .245  | .299     | .370     | .668  |

- 各年度の太字はリーグ最高

### ポストシーズン打撃成績
| 年 度    | 球 団    | 試 合 | 打 席 | 打 数 | 得 点 | 安 打 | 二 塁 打 | 三 塁 打 | 本 塁 打 | 塁 打 | 打 点 | 盗 塁 | 盗 塁 死 | 犠 打 | 犠 飛 | 四 球 | 敬 遠 | 死 球 | 三 振 | 併 殺 打 | 打 率 | 出 塁 率 | 長 打 率 | O P S |
| -------- | -------- | ----- | ----- | ----- | ----- | ----- | -------- | -------- | -------- | ----- | ----- | ----- | -------- | ----- | ----- | ----- | ----- | ----- | ----- | -------- | ----- | -------- | -------- | ----- |
| 2002     | SF       | 4     | 8     | 7     | 1     | 1     | 0        | 0        | 0        | 1     | 0     | 0     | 0        | 1     | 0     | 0     | 0     | 0     | 3     | 0        | .143  | .143     | .143     | .286  |
| 2004     | 日本ハム | 3     | 14    | 13    | 3     | 3     | 0        | 0        | 0        | 3     | 0     | 0     | 0        | 0     | 0     | 1     | 0     | 0     | 1     | 0        | .231  | .286     | .231     | .516  |
| 2006     | 日本ハム | 7     | 27    | 23    | 1     | 8     | 1        | 0        | 0        | 9     | 2     | 1     | 0        | 1     | 1     | 1     | 0     | 1     | 4     | 1        | .348  | .385     | .391     | .776  |
| MLB：1回 | MLB：1回 | 4     | 8     | 7     | 1     | 1     | 0        | 0        | 0        | 1     | 0     | 0     | 0        | 1     | 0     | 0     | 0     | 0     | 3     | 0        | .143  | .143     | .143     | .286  |
| NPB：2回 | NPB：2回 | 10    | 41    | 36    | 4     | 11    | 1        | 0        | 0        | 12    | 2     | 1     | 0        | 1     | 1     | 2     | 0     | 1     | 5     | 1        | .306  | .350     | .333     | .683  |

### 年度別守備成績
内野守備
| 年 度 | 球 団 | 遊撃 (SS) | 遊撃 (SS) | 遊撃 (SS) | 遊撃 (SS) | 遊撃 (SS) | 遊撃 (SS) | 三塁 (3B) | 三塁 (3B) | 三塁 (3B) | 三塁 (3B) | 三塁 (3B) | 三塁 (3B) | 二塁 (2B) | 二塁 (2B) | 二塁 (2B) | 二塁 (2B) | 二塁 (2B) | 二塁 (2B) |
| 年 度 | 球 団 | 試 合     | 刺 殺     | 補 殺     | 失 策     | 併 殺     | 守 備 率  | 試 合     | 刺 殺     | 補 殺     | 失 策     | 併 殺     | 守 備 率  | 試 合     | 刺 殺     | 補 殺     | 失 策     | 併 殺     | 守 備 率  |
| ----- | ----- | --------- | --------- | --------- | --------- | --------- | --------- | --------- | --------- | --------- | --------- | --------- | --------- | --------- | --------- | --------- | --------- | --------- | --------- |
| 1991  | 阪神  | 8         | 6         | 10        | 3         | 2         | .842      | -         | -         | -         | -         | -         | -         | -         | -         | -         | -         | -         | -         |
| 1992  | 阪神  | 9         | 9         | 18        | 0         | 3         | 1.000     | 26        | 13        | 47        | 6         | 3         | .909      | -         | -         | -         | -         | -         | -         |
| 1999  | 阪神  | -         | -         | -         | -         | -         | -         | -         | -         | -         | -         | -         | -         | 1         | 0         | 1         | 0         | 0         | 1.000     |
| 2000  | 阪神  | 2         | 0         | 3         | 0         | 0         | 1.000     | 1         | 0         | 0         | 0         | 0         | ----      | 2         | 0         | 0         | 0         | 0         | ----      |
| 通算  | 通算  | 19        | 15        | 31        | 3         | 5         | .939      | 27        | 13        | 47        | 6         | 3         | .909      | 3         | 0         | 1         | 0         | 0         | 1.000     |

外野守備
| 年 度     | 球 団     | 左翼 (LF) | 左翼 (LF) | 左翼 (LF) | 左翼 (LF) | 左翼 (LF) | 左翼 (LF) | 中堅 (CF) | 中堅 (CF) | 中堅 (CF) | 中堅 (CF) | 中堅 (CF) | 中堅 (CF) | 右翼 (RF) | 右翼 (RF) | 右翼 (RF) | 右翼 (RF) | 右翼 (RF) | 右翼 (RF) | 外野 (OF) | 外野 (OF) | 外野 (OF) | 外野 (OF) | 外野 (OF) | 外野 (OF) |
| 年 度     | 球 団     | 試 合     | 刺 殺     | 補 殺     | 失 策     | 併 殺     | 守 備 率  | 試 合     | 刺 殺     | 補 殺     | 失 策     | 併 殺     | 守 備 率  | 試 合     | 刺 殺     | 補 殺     | 失 策     | 併 殺     | 守 備 率  | 試 合     | 刺 殺     | 補 殺     | 失 策     | 併 殺     | 守 備 率  |
| --------- | --------- | --------- | --------- | --------- | --------- | --------- | --------- | --------- | --------- | --------- | --------- | --------- | --------- | --------- | --------- | --------- | --------- | --------- | --------- | --------- | --------- | --------- | --------- | --------- | --------- |
| 1992      | 阪神      | -         | -         | -         | -         | -         | -         | 65        | 127       | 8         | 1         | 1         | .993      | -         | -         | -         | -         | -         | -         | 65        | 127       | 8         | 1         | 1         | .993      |
| 1993      | 阪神      | -         | -         | -         | -         | -         | -         | 102       | 236       | 13        | 6         | 1         | .976      | -         | -         | -         | -         | -         | -         | 102       | 236       | 13        | 6         | 1         | .976      |
| 1994      | 阪神      | -         | -         | -         | -         | -         | -         | 120       | 289       | 4         | 1         | 0         | .997      | -         | -         | -         | -         | -         | -         | 120       | 289       | 4         | 1         | 0         | .997      |
| 1995      | 阪神      | -         | -         | -         | -         | -         | -         | 87        | 206       | 5         | 3         | 3         | .986      | -         | -         | -         | -         | -         | -         | 87        | 206       | 5         | 3         | 3         | .986      |
| 1996      | 阪神      | -         | -         | -         | -         | -         | -         | 111       | 248       | 6         | 4         | 1         | .984      | -         | -         | -         | -         | -         | -         | 111       | 248       | 6         | 4         | 1         | .984      |
| 1997      | 阪神      | -         | -         | -         | -         | -         | -         | 135       | 276       | 13        | 6         | 1         | .980      | -         | -         | -         | -         | -         | -         | 135       | 276       | 13        | 6         | 1         | .980      |
| 1998      | 阪神      | -         | -         | -         | -         | -         | -         | 124       | 268       | 12        | 4         | 5         | .986      | -         | -         | -         | -         | -         | -         | 124       | 268       | 12        | 4         | 5         | .986      |
| 1999      | 阪神      | -         | -         | -         | -         | -         | -         | 121       | 247       | 8         | 3         | 2         | .988      | -         | -         | -         | -         | -         | -         | 121       | 247       | 8         | 3         | 2         | .988      |
| 2000      | 阪神      | -         | -         | -         | -         | -         | -         | 129       | 251       | 8         | 3         | 3         | .989      | -         | -         | -         | -         | -         | -         | 129       | 251       | 8         | 3         | 3         | .989      |
| 2001      | NYM       | 46        | 68        | 8         | 2         | 3         | .974      | 53        | 123       | 3         | 0         | 0         | 1.000     | 39        | 65        | 1         | 1         | 0         | .985      | 119       | 256       | 12        | 3         | 3         | .989      |
| 2002      | SF        | 1         | 1         | 0         | 0         | 0         | 1.000     | 108       | 275       | 10        | 6         | 3         | .979      | 10        | 10        | 0         | 0         | 0         | 1.000     | 117       | 286       | 10        | 6         | 3         | .980      |
| 2003      | NYM       | 7         | 8         | 0         | 0         | 0         | 1.000     | 50        | 90        | 5         | 3         | 1         | .969      | 1         | 0         | 0         | 0         | 0         | ----      | 54        | 98        | 5         | 3         | 1         | .972      |
| 2004      | 日本ハム  | -         | -         | -         | -         | -         | -         | 122       | 272       | 8         | 5         | 1         | .982      | -         | -         | -         | -         | -         | -         | 122       | 272       | 8         | 5         | 1         | .982      |
| 2005      | 日本ハム  | -         | -         | -         | -         | -         | -         | 106       | 212       | 3         | 2         | 0         | .991      | -         | -         | -         | -         | -         | -         | 106       | 212       | 3         | 2         | 0         | .991      |
| 2006      | 日本ハム  | -         | -         | -         | -         | -         | -         | 126       | 271       | 4         | 3         | 0         | .989      | -         | -         | -         | -         | -         | -         | 126       | 271       | 4         | 3         | 0         | .989      |
| NPB：12年 | NPB：12年 | -         | -         | -         | -         | -         | -         | 1348      | 2903      | 92        | 41        | 18        | .986      | -         | -         | -         | -         | -         | -         | 1348      | 2903      | 92        | 41        | 18        | .986      |
| MLB：3年  | MLB：3年  | 54        | 77        | 8         | 2         | 3         | .977      | 211       | 488       | 18        | 9         | 4         | .983      | 50        | 75        | 1         | 1         | 0         | .987      | 290       | 640       | 27        | 12        | 7         | .982      |

- 各年度の太字はリーグ該当守備位置としての最高
- NPBにおいてはリーグ外野の各守備位置としての最高は公表されていない。したがってNPB在籍時における各年度のリーグ中堅手最高は、外野手として最高のもののみが太字[465]
- NPB時代の太字年はゴールデングラブ賞受賞

### 年度別監督成績
レギュラーシーズン
| 年 度     | 球 団     | 順 位     | 試 合 | 勝 利 | 敗 戦 | 引 分 | 勝 率 | ゲ ｜ ム 差                | 本 塁 打                   | 打 率                      | 防 御 率                   | 年 齡                      |
| --------- | --------- | --------- | ----- | ----- | ----- | ----- | ----- | -------------------------- | -------------------------- | -------------------------- | -------------------------- | -------------------------- |
| 2022      | 日本ハム  | 6位       | 143   | 59    | 81    | 3     | .421  | 16.5                       | 100                        | .234                       | 3.46                       | 50歳                       |
| 2023      | 日本ハム  | 6位       | 143   | 60    | 82    | 1     | .423  | 27.5                       | 100                        | .231                       | 3.08                       | 51歳                       |
| 2024      | 日本ハム  | 2位       | 143   | 75    | 60    | 8     | .556  | 13.5                       | 111                        | .245                       | 2.94                       | 52歳                       |
| 通算：3年 | 通算：3年 | 通算：3年 | 424   | 193   | 219   | 12    | .468  | Aクラス：1回、Bクラス：2回 | Aクラス：1回、Bクラス：2回 | Aクラス：1回、Bクラス：2回 | Aクラス：1回、Bクラス：2回 | Aクラス：1回、Bクラス：2回 |

- 2024年度シーズン終了時

※1　2022年、新型コロナウイルス陽性による自宅療養のため7月19日から7月25日まで休養。監督代行は7月19日：山田勝彦(1敗)、7月20日～7月25日：木田優夫(1勝3敗)
※2　通算成績は、欠場した5試合(1勝4敗)は含まない

### 表彰
NPB
- ベストナイン：3回（外野手部門：1993年、2000年、2004年）
- ゴールデングラブ賞：10回（外野手部門：1993年、1994年、1996年 - 2000年、2004年 - 2006年） ※受賞回数歴代4位タイ・外野手部門歴代3位タイ。阪神在籍時の受賞7回は球団歴代最多[467]（いずれも2020年度発表時点）。
  - 三井ゴールデン・グラブ レジェンズ（外野手部門）
- 月間MVP：2回（打者部門：1999年5月、2004年9月）
- 優秀JCB・MEP賞：3回（1993年、1994年、2000年）
- JA全農Go・Go賞：6回（好捕賞：1992年6月、1995年6月、2004年6月 最多二・三塁打賞：2004年8月 強肩賞：1997年9月、2004年9月） ※受賞回数歴代最多。2004年の受賞3回は柴原洋（2001年）と並び歴代年間最多タイ。好捕賞受賞の1992年6月の守備は全て内野手として。
- 札幌ドームMVP：1回（野球部門：2004年） ※初代受賞者。
- オールスターゲームMVP：2回（1999年第3戦、2004年第2戦）
- オールスターゲーム優秀選手賞：3回（1999年第2戦|2000年第3戦|2006年第1戦）
- セ・リーグ・スター大賞：1回（1998年）[注 11]
- 日本プロスポーツ大賞功労賞：1回（2004年）[469]
- ゴールデン・アロー賞：1回（スポーツ賞：2006年）
- サンスポMVP大賞[470]
  - 大賞：1回（1993年）
  - 新人賞（1992年）
- スポーツナビ・アワード大賞：1回（2006年） ※ワイズ・スポーツ主催。[471]

MLB
- Topps ルーキーオールスターチーム（英語版）（外野手部門：2001年）[注 17]
- Baseball Digest（英語版） ルーキーオールスターチーム（外野手部門：2001年）[472]
- ジョン・J・マーフィー賞（2001年）[注 15]

### 記録

#### NPB
初記録
- 初出場：1991年9月10日、対読売ジャイアンツ24回戦（東京ドーム）、9回表に猪俣隆の代打として出場
- 初打席・初安打・初打点：同上、9回表に香田勲男から中前適時打
- 初先発出場：1991年9月16日、対広島東洋カープ22回戦（広島市民球場）、7番・遊撃手として先発出場
- 初三振：同上、2回表に佐々岡真司から
- 初本塁打：1992年5月26日、対横浜大洋ホエールズ6回戦（阪神甲子園球場）、2回裏に有働克也から左越ソロ
- 初盗塁：1992年7月9日、対横浜大洋ホエールズ15回戦（阪神甲子園球場）、3回裏に二盗（投手：欠端光則、捕手：秋元宏作）
- 初先発4番打者出場：1993年10月1日、対中日ドラゴンズ22回戦（阪神甲子園球場）、4番・中堅手として先発出場 ※阪神球団歴代最年少（21歳8か月3日、2020年終了時点）[11]

節目の記録
- 100本塁打：1998年7月25日、対横浜ベイスターズ17回戦（阪神甲子園球場）、2回裏に野村弘樹から左越ソロ ※史上196人目
- 1000試合出場：2000年7月20日、対読売ジャイアンツ19回戦（阪神甲子園球場）、4番・中堅手として先発出場 ※史上362人目
- 150本塁打：2004年4月21日、対西武ライオンズ6回戦（西武ドーム）、8回表に小野剛から左越ソロ ※史上134人目
- 1000安打：2004年5月30日、対西武ライオンズ11回戦（函館市千代台公園野球場）、3回裏に張誌家から左前安打 ※史上219人目
- 200本塁打：2006年6月16日、対広島東洋カープ4回戦（札幌ドーム）、2回裏に佐々岡真司から右越ソロ ※史上87人目[注 20]

その他の記録
- 外野手最多刺殺：2回（1994年：289、2004年：272）
- 外野手最多補殺：3回（1993年：13、1997年：13、1998年：12）
- 外野手レンジファクター (RF/G)1位：3回 （1993年：2.44、1998年：2.26、2004年：2.30）[253]
- 3試合連続猛打賞：2005年7月6日 - 7月12日[476]
- 7試合連続複数安打：2004年8月15日 - 8月24日[477]
- 4試合連続本塁打：2回（1996年4月13日 - 4月17日、2000年6月8日 - 6月13日）[478]
- 1試合5安打：2004年8月20日、対大阪近鉄バファローズ22回戦（大阪ドーム）[479]
- チーム1イニング2満塁本塁打：1996年10月9日、対中日ドラゴンズ26回戦（阪神甲子園球場）、1回裏に1本目：新庄剛志が金森隆浩から、2本目：塩谷和彦が金森隆浩から ※史上初。1イニング歴代最多タイ（2018年終了時点）[76]

オールスターゲーム
- オールスターゲーム出場：7回（1994年、1997年、1999年、2000年、2004年、2005年、2006年） ※全てファン投票選出。
- ファン投票リーグ最多得票：2回（1994年：434,906、1999年：915,773）[62][95]
- 単独本盗：2004年第2戦（7月11日、長野オリンピックスタジアム）、3回裏に単独で本盗（投手：福原忍、捕手：矢野輝弘） ※史上初（2019年終了時点唯一）[注 19]。本盗としては1978年第2戦の簑田浩二に次いで史上2人目。
- 7試合連続安打：1999年第2戦 - 2000年第3戦、2004年第1戦・第2戦[注 29]
- 全セ・リーグ通算安打1000本目：1999年第2戦（7月25日、阪神甲子園球場）、1回裏に黒木知宏から左前安打 ※自身オールスター初安打[95]

日米野球
- 日米野球選出：4回 （1992年、2000年、2004年、2006年） ※2004年・2006年は出場辞退[176][192]
- ファン投票最多得票（2006年：40,156）[192]

#### MLB
初記録
- 初出場：2001年4月3日、対アトランタ・ブレーブス1回戦（ターナー・フィールド）、8回表にベニー・アグバヤニの代走として出場
- 初打席・初安打：同上、10回表にケリー・ライテンバーグから中前安打
- 初先発出場：2001年4月5日、対アトランタ・ブレーブス3回戦（ターナー・フィールド）、7番・右翼手として先発出場
- 初打点：同上、9回表にジェイソン・マーキーから二塁ゴロの間に記録
- 初三振：2001年4月8日、対モントリオール・エクスポズ3回戦（オリンピック・スタジアム）、9回表にウーゲット・ウービナから空振り三振
- 初本塁打：2001年4月9日、対アトランタ・ブレーブス4回戦（シェイ・スタジアム）、6回裏にジェイソン・マーキーから左中間越ソロ
- 初盗塁：2001年5月4日、対アリゾナ・ダイヤモンドバックス1回戦（シェイ・スタジアム）、7回裏に二盗（投手：ミゲル・バティスタ、捕手：ロッド・バラハス）

※ 以下は日本人選手歴代初記録。
- 初サヨナラ安打：2001年5月20日、対ロサンゼルス・ドジャース3回戦（シェイ・スタジアム）、9回裏にテリー・アダムス（英語版）から中前適時打
- 初先発4番打者出場：2001年8月3日、対アリゾナ・ダイヤモンドバックス4回戦（バンクワン・ボールパーク）、4番・中堅手として先発出場[注 30]
- 初満塁本塁打：2002年5月17日、対フロリダ・マーリンズ1回戦（パシフィック・ベル・パーク）、8回裏にブレイデン・ルーパーから左越満塁
- ワールドシリーズ初出場：2002年10月19日、対アナハイム・エンゼルス第1戦（エディソン・インターナショナル・フィールド・オブ・アナハイム）、9番・指名打者として先発出場[注 4]
- ワールドシリーズ初安打：同上、5回表にジャロッド・ウォッシュバーンから中前安打

他。
その他の記録
- 外野手レンジファクター (RF/9)1位 （2002年：3.11） ※中堅手としても3.14で1位[138]
- 新人外野手最多補殺（2001年：12） ※達成当時はメッツ球団新人外野手歴代最多（2013年にフアン・ラガーレスが15で更新）[130]
- 1試合5安打：2002年7月2日、対コロラド・ロッキーズ8回戦（クアーズ・フィールド）[482]
- オープン戦リーグ最高打率（2003年：.426） ※50打席以上[144]

#### NPB/MLB通算
節目の記録
- 1000安打：2001年6月6日、対フィラデルフィア・フィリーズ5回戦（ベテランズ・スタジアム）、2回表にアモーリー・テレマーコ（英語版）から三塁内野安打
- 150本塁打：2001年6月7日、対フィラデルフィア・フィリーズ6回戦（ベテランズ・スタジアム）、9回表にホセ・メサから左越ソロ
- 100補殺（外野守備機会）：2003年5月8日、対ロサンゼルス・ドジャース3回戦（シェイ・スタジアム）、1回表にフレッド・マグリフを補殺
- 1500試合出場：2005年4月23日、対オリックス・バファローズ4回戦（東京ドーム (ビジター)）、1番・中堅手として先発出場
- 1000三振：2005年5月4日、対西武ライオンズ8回戦（インボイスSEIBUドーム）、6回表に大沼幸二から
- 200本塁打：2005年6月5日、対中日ドラゴンズ6回戦（ナゴヤドーム）、1回表に山本昌から中越3ラン
- 1500安打：2006年8月22日、対東北楽天ゴールデンイーグルス13回戦（岩手県営野球場）、5回表に渡邉恒樹から遊撃内野安打

### 背番号
- 63（1990年 - 1992年、2006年9月27日）
- 5（1993年 - 2003年）
- 1（2004年 - 2006年9月26日、同年9月28日 - 同年終了、2022年 - ）

### 登録名
- 新庄 剛志（しんじょう つよし、1990年 - 2003年、2022年 - 同年3月23日、2023年 - ）
- SHINJO（シンジョウ、2004年 - 2006年）[483]
- BIGBOSS（ビッグボス、2022年3月24日 - 同年終了）

### 登場曲
阪神時代
- 『HEAVEN』 / 福山雅治（2000年）[484]
- 『桜坂』 / 福山雅治（2000年）[485]

MLB時代
- 『ultra soul』 / B'z
- 『NEO UNIVERSE』 / L'Arc〜en〜Ciel[486]

他
日本ハム時代
- 『The Next Episode（英語版）』 / Dr. Dre（2004年 - 2006年）[412]
- 『Torero（英語版）』 / Chayanne（2004年 - 2005年）
- 『BRIGHT ME UP!』 / DA PUMP（2004年）
- 『Crazy Train（英語版）』 / Ozzy Osbourne（2005年 - 2006年）
- 『Fire（英語版） 』 / Scooter（2005年）
- 『RED×BLUE』 / 福山雅治（2005年）
- 『Rabbit Run』 / Eminem（2005年）
- 『美しき花』 / 福山雅治（2006年）[487]
- 『あの夏も 海も 空も』 / 福山雅治（2006年）
- 『Numb/Encore』 / JAY-Z & Linkin Park（2006年）

## 関連情報

### 栄典・野球以外での表彰
栄典
- 紺綬褒章（2007年） - 前述を参照。

ファッション関連
- 日本メガネベストドレッサー賞（スポーツ界部門：2001年）
- ベストドレッサー賞（スポーツ・芸能部門：2001年）
- 日本ジュエリーベストドレッサー賞（男性部門：2002年）
- ベストフォーマリスト（男性部門：2005年）
- BEST STYLE IN SNEAKERS（2005年） ※MTV主催（MTV THE SNEAKER SHOW 2005より）。[488]
- ダンディ大賞（スポーツ部門：2006年） ※ダンディハウス主催。[489]
- COTTON USAアワード（Mr.COTTON USA：2007年）
- ヘアカラーリングアワード（グランプリ：2007年） ※ホーユー主催。[490]
- ホワイトティースアワード（2013年） ※デンタルプロ主催。[437]

その他
- アクアピースゴールデンハート賞（2001年） ※アクアピースネットワーク主催。[491]
- ハッピーハンド（2006年） ※埼玉県幸手市観光協会主催。[492]

### 展覧会
写真展
- SHINJO HEART BALLPARK（札幌PARCO：2004年11月10日 - 17日 池袋PARCO別館・P'PARCO：2004年12月28日 - 2005年1月4日）

### 個展
絵画展（エアブラシアート）
- Sinjo's Gallery in Fukuoka "LIFE is ART!"（博多大丸・福岡天神店 2008年11月29日 - 12月7日）[205]
- Sinjo's Gallery in Hokkaido "Love & Fight!"（札幌PARCO 2008年12月26日 - 31日）[207]
- 北海道日本ハムファイターズ・イベント「乙女の祭典2009 乙女心は永遠に」内（札幌ドーム 2009年7月10日 - 12日）[493]

### プロデュース商品
- グンゼ「BODY WILD SHINJO model」（2005年） ※男性下着（半袖Tシャツ・ローライズボクサーブリーフ）。[7]
- 遊気創健美倶楽部「ゲルマニウムブレスレット」（2006年）[494]
- レハサフ「アロマパフュームLHSF」（2008年） ※自社商品。[495]
- フィッツコーポレーション「RISINGWAVE FREE・SHINJOノート」「RISINGWAVE FREE・TSUYOSHIノート」（2009年） ※オードトワレスプレー。[433]
- VIDAN「THE BEAST」「THE GHOST」「THE BEAST-X」 （2018年） ※加圧シャツおよび加圧スパッツ。[496]

### プロデュース映画作品
製作総指揮
- 僕たちのプレイボール（2010年 ゴー・シネマ）[209]

### 出演

#### テレビ番組
- ZONE「メッツ新庄移籍の真実」 （TBS 2001年5月27日）
- テレメンタリー2001「夢…ドリーム」〜新庄剛志メジャーへの挑戦 （テレビ朝日 2001年6月21日）
- BSフジドキュメント「密着!新庄剛志 素顔のNY生活」 （BSフジ 2001年7月16日）
- 深夜の星「新庄剛志〜笑顔に隠された真実」 （TBS 2003年12月11日）
- クイズ$ミリオネア 正月スペシャル （フジテレビ 2004年1月2日） - 解答者。前述を参照。
- Mr.マリックvs新庄剛志&芸能界大スター軍団! 対決新春スペシャル （TBS 2004年1月4日・6日） - MC。
- いつみても波瀾万丈 スペシャル （日本テレビ 2004年12月19日） - メインゲスト。
- NANDA!? 新装開店SP「新庄剛志ってナンだ!?」 （テレビ朝日 2006年4月13日） - メインゲスト。
- 中居正広の金曜日のスマたちへ「波瀾万丈特別編〜新庄剛志の真実〜」 （TBS 2006年12月29日） - メインゲスト。再現ドラマでは新庄役を松永博史が演じた。
- 24時間テレビ 「愛は地球を救う」 （日本テレビ 2007年8月18日 - 19日） - チャリティーパーソナリティー（黒木瞳と共に）。
- THE M （日本テレビ 2008年1月2日） - 特別番組MC。
- 水戸黄門 第38部第7話「味が命の人情包丁! -伊勢-」 （TBS 2008年2月18日） - 居酒屋の客 役（ATSUSHI〈EXILE〉と共に）。[497]
- “いのちの輝きSP” 難病と闘う子供たち!私たちはこんな病気と闘っています（TBS 第1回2007年1月9日 - 第4回2008年4月8日） - MC。
- 旅のココロ「石ちゃん・新庄の絶対美味しい!感動グルメツアー!! 」（テレビ朝日 2009年1月12日） - MC。
- BASEBALL SPECIAL 2009〜野球道〜 日本シリーズ 北海道日本ハムVS巨人第2戦（フジテレビ 2009年11月1日） - 解説者。前述を参照。
- 世界の強運実話!もってる人グランプリ（TBS 2011年9月8日） - MC。
- ONE hour Sense〜1Hセンス「海岸」（フジテレビ 2011年12月25日）

他多数。
出典：

#### ラジオ番組
- SHINJO HEART Radio Show!（TOKYO FM 2004年11月19日） - DJ。6時間の公開生放送。[499]

他。

#### 映画
- トゥー・ウィークス・ノーティス（2002年） - メッツ対ジャイアンツ試合中のカメオ出演。クレジットなし[500][注 31]。

#### CM
「亀新フィーバー」と称された1992年に15件以上の新庄への出演依頼を阪神球団は受けるも、全ての依頼のうちのほとんどを占める民間企業からの依頼については亀山努へのものと共に「野球への専念」を理由に辞退した。
1992年
- 社会保険庁「国民年金」

1994年
- オートバックスセブン（ - 1996年）

時期不明（阪神時代）
- デサント

2001年
- ナビードットコム「僕のフェラーリ売ります」 ※インターネット向け番組制作会社[441]。
- ローソン - キャンペーンCM。複数作品あり。
- サントリー「モルツ」「スーパーチューハイ」（ - 2003年）- 複数作品あり。
- 東洋水産「マルちゃん ホットヌードル」（ - 2002年） - 複数作品あり。
- ニューヨーク・メッツ - 共演：ベニー・アグバヤニ、神田瀧夢。

2003年
- 日本コカ・コーラ「ジョージア」 - 共演：ダウンタウン他。

2004年
- ファイテン
- 大塚製薬「オロナミンCドリンク」 - 共演：上戸彩。前述を参照。
- 日本ハム「歳暮ギフト」「モーニングサーブ」他 - 前述を参照。（2004年 - ）
- レイバン
- PARCO
- 北海道庁「国民健康保険」 ※道内限定。

2005年
- サッポロビール「北海道生搾り」 - キャンペーンCM含め、多数作品あり。
- エイチ・アイ・エス（ - 2007年） - 多数作品あり。共演：夏木マリ、秋元康。
- 映画『ナショナル・トレジャー』 - 日本公開宣伝プロデューサー。前述を参照。
- グンゼ「YG-X」「快適工房」「BODY WILD」（ - 2006年） - 企業CM含め、多数作品あり。
- 資生堂「シーブリーズ・全身薬用ローション」「シーブリーズ・スーパークールボディシャンプー」
- AOKIホールディングス・メンズプラザアオキ「新庄ブラック」（ - 2006年） - 企業・セールCMなど含め、複数作品あり。
- 長谷工アーベスト「スターコート豊洲」（ - 2006年）

2006年
- ダイドードリンコ「D-1 COFFEE」（ - 2007年） - 多数作品あり。
- P&G「Gillette・M3POWER」
- 日本特殊陶業「NGKイリジウムプラグ」（ - 2007年）
- 遊気創健美倶楽部「ゲルマニウムブレスレット」 ※インターネットCM。[494]

2007年
- インテリジェンス「DODA（デューダ）」 - 複数作品あり。前述を参照。
- アサヒビール「本生アクアブルー」 - 複数作品あり。
- 映画『デジャヴ』 - 日本公開応援プロジェクト総合プロデューサー。前述を参照。

2010年
- アデランス「アデランスは誰でしょう?」 - 第63回広告電通賞にて3賞受賞[注 32][430]。複数作品あり。共演：第1作（東幹久、山口智充〈DonDokoDon〉）、第2作（髙嶋政宏、八嶋智人）。前述を参照。
- オッズパーク「オッズパークLOTO」

2011年
- メルセデス・ベンツ・ジャパン「メルセデス・ベンツ・Cクラス」（ - 2012年）

2014年・2018年
- サントリー食品インターナショナル「烏龍茶」 - 複数作品あり。共演：江川卓、達川光男、佐々木主浩。
- 自重堂「Jawin」（2019年現在出演中） ※インターネットCM。多数作品あり。[502]
- VIDAN「新庄剛志プロデュース VIDAN THE BEAST」

2021年 -
- ファミリー引越センター（2021年 - ）
- こやし屋（2021年 - ）
- リミックスポイント「ビットポイント」（2021年12月21日 - ）[503][504]
- エイブル＆パートナーズ「ふどサーチ」CHINTAI『お部屋探しの新常識篇』、『新ジョーシキ検索篇』（2022年1月 - ）[505]
- 総務省「マイナンバーカード」（2022年2月 - ）共演：舘ひろし、飯尾和樹（ずん）、深川麻衣。
- タカラトミー「デュエル・マスターズ トレーディングカードゲーム」（2022年3月 - ）
- GARDEN「山下本気うどん」（2022年3月 - ）
- リズム「ALPHA ONE」（2022年4月 - ）
- ホクレン「ゆめぴりか」「ななつぼし」（2022年5月14日 - ） - 共演:マツコ・デラックス。[506]
- ティーバイティーガレージ（2022年 - ）
- 医療法人けんゆう会「レジーナクリニック オム」（2022年5月）
- ファーマフーズ「ニューモ」（2022年8月 - ）

出典：

#### 広告
※CM出演（上記）していないものを記載。
- 銀座コージーコーナー（2004年） - イメージキャラクター。
- 自動車盗難等の防止に関する官民合同プロジェクトチーム「第4次自動車盗難防止キャンペーン」（2004年） - キャンペーンキャラクター。[509]
- 幻冬舎文庫（2005年） - イメージキャラクター。[510]
- 映画『パイレーツ・オブ・カリビアン/ワールド・エンド』（2007年） - 日本公開応援プロジェクト総合プロデューサー。前述を参照。
- 映画『ナショナル・トレジャー リンカーン暗殺者の日記』（2007年） - 同上。
- au「au Smart Sports Green Road Project」（2009年） - マラソンイベント参加。[511]
- フィッツコーポレーション「RISINGWAVE FREE」（2009年） ※オードトワレスプレー。広告ビジュアル。[433]
- 日本酒造組合中央会「『日本酒を、すべての家庭に』キャンペーン」 （2010年） - キャンペーンキャラクター。[512]
- HEAD（英語版）（2014年） ※スポーツブランド（本社：オランダ、オーストリア）。イメージキャラクター。[注 33]
- VIDAN「加圧シャツシリーズ」（2018年 - ） ※アンバサダー。[496]
- リミックスポイント（2021年12月21日 - ） - BITPOINTブランドアンバサダー[514]

他。

#### ファッション関連
ファッションショー
- Tokyo Girls Collection 2006 Spring/Summer（国立代々木競技場第一体育館 2006年3月11日） - サプライズゲスト。[515]
- Tokyo Girls Collection 2007 Autumn/Winter（さいたまスーパーアリーナ 2007年9月2日） - ゲストMC。[516]
- Tokyo Girls Collection 2022 Spring/Summer（国立代々木競技場第一体育館 2022年3月21日） - サプライズゲスト。[517]

ファッション誌
- GQ（アメリカ版：2001年4月）[518]
- GQ JAPAN（2004年5月）
- FRaU（2005年3月） - 表紙を侍に扮装した姿で飾った。撮影者はピエール・エ・ジルであり、彼らの2006年1月よりの欧州での個展ツアーにてこの作品が展示された。
- 美人画報（2005年3月） - 創刊号。当時の夫人・新庄志保と共演。

他。

### 音楽作品
CDシングル
- 『第II章〜True Love〜』 / 新庄剛志（日本コロムビア 1994年3月1日） C/W 『最後に笑えたらいいね』

### 関連CD・VHS・DVD
マキシシングル
- 『GO MY WAY／次の光へ』 / MISSILE（ナビーレコーズ 2001年2月7日） - 『GO MY WAY』が2001年に出演したナビードットコムのCMテーマ曲であり、タイトル中の「GO」は当時の背番号「5」をもじったものである[441]。

CDアルバム
- 『SWAY』 / SUITE VOICE （What's New Records 2009年6月17日） - ディスクジャケットに新庄のエアブラシアート作品が起用された。[519]

他。

#### VHS
- 『新庄剛志 星を掴む男―新・猛虎伝説ミスタータイガースへの道』 立木義浩（ビクター音楽産業第2、ビクターエンタテインメント 1993年9月）
- 『阪神タイガース3タテ伝説―対巨人3連戦3連勝全記録』（文藝春秋 1999年6月） 他。

#### DVD
- 『SHINJO』（札幌テレビ放送、ビクターエンタテインメント 2007年1月）
- 『阪神タイガースオリジナルDVDブック 猛虎烈伝 選手編（13） 世界のSHINJYO 新庄剛志』（講談社 2009年11月） ※分冊百科。 他。

### 著書

#### 単著
- 『ドリーミングベイビー』（光文社 2001年4月 ISBN 978-4334972974）
- 『shinjyo5.net』（二見書房 2001年6月 ISBN 978-4576010540）
- 『わいたこら。―人生を超ポジティブに生きる僕の方法』（学習研究社 2018年9月 ISBN 978-4054066236）[注 34]
- 『もう一度、プロ野球選手になる。』（ポプラ社 2020年6月 ISBN 978-4591166642）

#### 共著
- 『タイガース中毒読本―1992年ハラハラドキドキの舞台裏』 亀山努、中込伸、新庄剛志（ワニブックス 1992年10月 ISBN 978-4847011665）

### 関連書籍
- 『タイガースの革命児―中込伸・亀山努・新庄剛志写真集』（ソニー・マガジンズ 1992年12月）
- 『新庄剛志（ベースボールアルバムNO.115）』（ベースボール・マガジン社 1992年12月）
- 『新庄剛志PART2（ベースボールアルバムNO.116）』（ベースボール・マガジン社 1993年8月）
- 『新庄剛志 星を掴む男―新・猛虎伝説ミスタータイガースへの道』 立木義浩（ビクター音楽産業第2 1993年9月）
- 『新庄剛志写真集 (Gakken Mook)』（学習研究社 1994年4月）
- 『新庄くんは、アホじゃない!』 中田潤（飛鳥新社 2001年4月）
- 『大リーガー新庄剛志』 高部務（ラインブックス 2001年5月）
- 『新庄のお父さん、新庄のお母さん』 新庄剛志ウォッチャーズ（主婦と生活社 2001年7月）
- 『新庄語録―メジャーリーグ“ニューヨーク・メッツ”新庄剛志』 目津幸太郎（近代映画社 2002年1月）
- 『新庄に学ぶ「楽観」の哲学』 三洲田泰雅（廣済堂出版 2002年1月）
- 『大リーガー「新庄剛志」の育て方―子育ては“木育て”』 新庄英敏（ゴマブックス 2002年5月）
- 『SHINJO』 ジョン・シェイ（朝日新聞社 2003年1月）
- 『夢のとなりで―新庄剛志と過ごしたアメリカ滞在記』 小島克典（メディアート出版 2004年3月）
- 『元・阪神―そして、ミスタータイガースは去った―』 中田潤、矢崎良一、橋本清、池田浩明、高橋安幸（竹書房 2004年5月）
- 『こんなぼくでも英語がしゃべれた』 小島克典（三笠書房 2005年1月）
- 『新庄の信条―バカカッコいい男の真実』 宮崎満教、新庄剛志特別取材班（東邦出版 2006年7月）
- 『新庄のコトバ』 中田潤（講談社 2006年9月）
- 『Thank you to all people 新庄剛志―すべての人に（日刊スポーツグラフ）』（日刊スポーツ出版社 2006年10月）
- 『新庄のやり方50―人生・仕事に役立つ「SHINJO流」哲学』 三洲田泰雅、覇夢付愛太（廣済堂出版 2006年12月）
- 『SHINJO 夢をありがとう―新庄剛志と過ごしたアメリカ滞在記・北海道観戦記』 小島克典（廣済堂出版 2007年3月）
- 『阪神タイガースオリジナルDVDブック 猛虎烈伝 選手編（13） 世界のSHINJYO 新庄剛志』（講談社 2009年11月） ※分冊百科。

他。

### 登場する作品

#### 漫画
- 『振り抜け剛志!!―阪神タイガース新庄剛志選手物語』 はやし勝、春樹椋尾、福まさる（星雲社 1993年4月） - 主人公として登場。
- 『ドカベン スーパースターズ編』 水島新司（秋田書店）
- 『SHINJO METHOD』（幻冬舎・GOETHE 2005年12月 - 2006年7月） - 自身監修。主人公として登場。この漫画の自身のキャラクターが2006年にデザイン変更した札幌ドームの個人広告看板に描かれた。

#### ゲーム
- 『やきゅとも!』『やきゅとも! 激闘プロ野球篇』 コラボレーションイベント“THE 新庄劇場”（ポケラボ 2011年）[521]

### 参考資料の略称
書籍・スポーツ雑誌
- 1993BA：『新庄剛志PART2（ベースボールアルバムNO.116）』（ベースボール・マガジン社 1993年8月）
- 2001著書D：『ドリーミングベイビー』 新庄剛志（光文社 2001年4月）
- 2001高部：『大リーガー新庄剛志』 高部務（ラインブックス 2001年5月）
- 2002目津：『新庄語録―メジャーリーグ“ニューヨーク・メッツ”新庄剛志』 目津幸太郎（近代映画社 2002年1月）
- 2002英敏：『大リーガー「新庄剛志」の育て方―子育ては“木育て”』 新庄英敏（ゴマブックス 2002年5月）
- 2003シェイ：『SHINJO』 ジョン・シェイ（朝日新聞社 2003年1月）
- 2006三洲田：『新庄のやり方50―人生・仕事に役立つ「SHINJO流」哲学』 三洲田泰雅、覇夢付愛太（廣済堂出版 2006年12月）
- 2007小島：『SHINJO 夢をありがとう―新庄剛志と過ごしたアメリカ滞在記・北海道観戦記』 小島克典（廣済堂出版 2007年3月）
- （各年号）BRB：『ベースボール・レコード・ブック（各年号）』（ベースボール・マガジン社 各年号の前年12月）
- MHT：『月刊タイガース』（阪神タイガース）
- Number：『Sports Graphic Number』（文藝春秋）

DVD
- 2007DVD：『SHINJO』（札幌テレビ放送、ビクターエンタテインメント 2007年1月）